# 玛格丽特·撒切尔
（1925年10月13日—2013年4月8日），原名玛格丽特·希尔达·罗伯茨（Margaret Hilda Roberts），通称柴契爾夫人。其于1979年至1990年担任英国首相、保守黨黨魁，是英国第一位女性首相，亦是20世纪英国连任时间最长的首相。柴契爾曾被一位苏联记者描述为“铁娘子”，此綽號反映了其保守顽固、拒绝妥协的政治立场和领导风格。撒切尔在首相任期內的一系列政策與主張被後世稱為“撒切尔主义”。
柴契爾原於牛津大學薩默維爾學院从事化学研究，后於倫敦大學城市學院屬下的城市法學院修读法律而成为一位大律師。1959年，撒切尔当选为下议院议员（芬奇利选区）。1970年爱德华·希思组建政府时任命其为教育及科学大臣。1975年，撒切尔在保守党党魁选举中击败希思，成为反对党领袖，亦为英国历史上首位领衔主要政党的女性。在1979年英國大選中，柴契爾当选英国首相，成为英国史上第一位女性首相。
入主唐寧街10號后的柴契爾推行了一系列政治和经济举措，旨在控制失业率和缓解“不滿的冬天”期间英国的萧条状况。其政治哲学和经济政策强调自由化（尤其是金融领域）、灵活劳动市场、国有企业私有化及控制工会的影响力。撒切尔在任前期经济萧条持续，失业率居高不下，支持率持续下跌。不过，在取得福克兰战争的胜利，并成功促使经济状况向好发展后，其受欢迎度有所回升。1983年，柴契爾当选连任首相。
1987年柴契爾再次获得连任。在其第三个任期内推行的社区税（通称人头税）遭到强烈反对，其对欧洲共同体的观点并未受到其他内阁成员的支持。1990年11月，在夏舜霆对其党内地位提出挑战之后，柴契爾宣布同时辞去首相和保守黨黨魁职位。1992年从下议院退休，后被授予終身貴族爵位，称柴契爾女男爵（封邑于林肯郡凯斯蒂文），在上议院拥有席位。2002年，在一连串轻度中风之后，柴契爾被劝告不要再参加公开演说，但仍在2004年前美国总统罗纳德·里根的葬礼上致悼词。2013年柴契爾夫人于伦敦再次中风后逝世，终年87岁。

## 生平

### 早年生涯

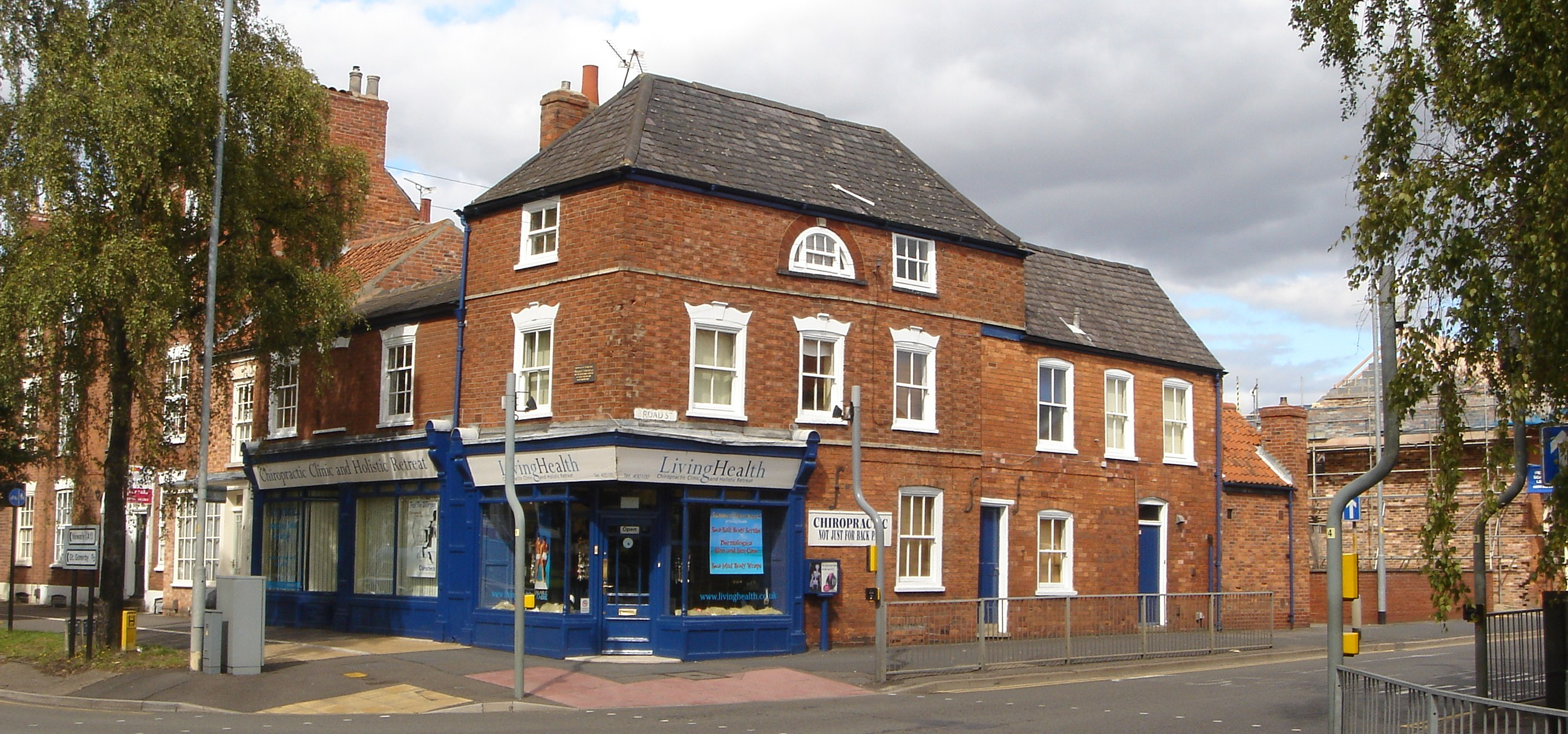
瑪格麗特·柴契爾出生於英格蘭東部林肯郡格蘭瑟姆的房屋。

柴契爾夫人出生於英格蘭東部林肯郡的格蘭瑟姆，其全名為瑪格麗特·希爾達·羅伯茨（Margaret Hilda Roberts）。她的父親阿爾弗萊德·羅拔士在当地鎮上經營雜貨店，而且熱心於地方政治。他除了是地方議會的議員，并曾在1945-1946年任格兰瑟姆市长，也是一位在俗的傳道人。阿尔弗瑞德是一个“老派的自由主义者”，其家族传统上投自由黨的票，但他认为如今的自由党已受到集体主义的侵袭，因而转向他认为更能代表自由主义传统的保守党，并在1935年大选中协助保守党候选人Victor Warrender赢得议席。當1952年5月格兰瑟姆地方議會第一次由工黨奪得控制權後，他便隨之失去地方議會參事一職。柴契爾夫人的母親叫派翠絲·羅伯茨（Beatrice Roberts），父姓為史蒂芬遜（Stephenson）；此外，她也有一位妹妹名莫里埃爾（Muriel）。柴契爾夫人一家都是虔誠的衛理宗教徒。

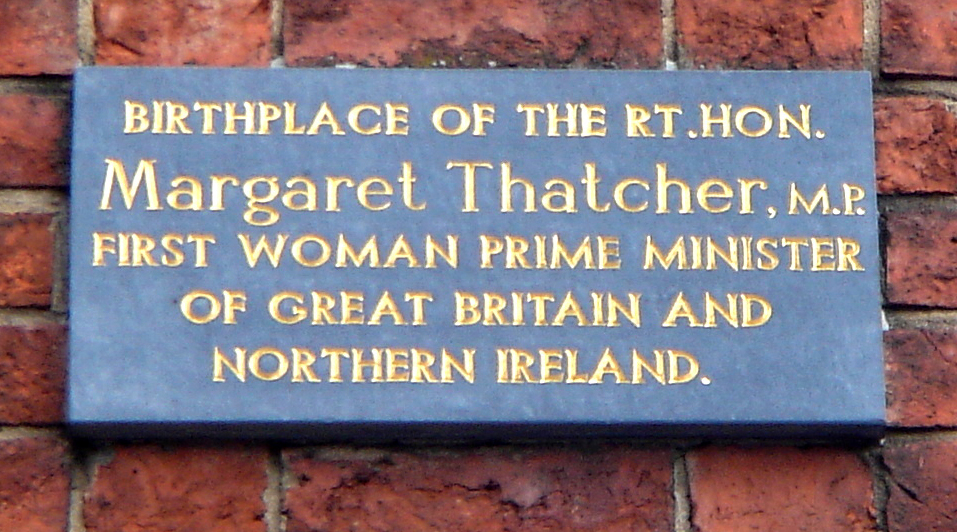
紀念瑪格麗特·柴契爾出生地的牌匾。

戴卓爾夫人的學業成績一向優異，樂於參加課外活動，她在凯斯蒂文和格兰瑟姆女子学校（Kesteven and Grantham Girls' School）畢業後，1944年獲牛津大學薩默維爾學院錄取，主修化學，其中最後一年研究X射線晶體學。
1946年，她成為牛津大學保守黨協會主席。 柴契爾夫人以二級榮譽畢業後，先後在英國賽璐珞（British Xylonite）任職研發藥劑師，和在J·里昂公司（J. Lyons and Co.）參與研究保存冰淇淋，年薪五百英鎊。

### 1950年至1970年的政治生涯
在1950年和1951年的選舉中，柴契爾夫人出選一向為工黨所佔有的達特福德選區，在當時成為最年輕的保守黨女性候選人。而她在肯特郡保守黨的活躍參與，使她結識了刚离婚不久的丹尼士·戴卓爾，兩人後來墜入愛河，於1951年結婚。丹尼士是一位富有的商人，因而有能力資助她在倫敦大學城市學院屬下的城市法學院修读法律课程并投考律師公會，而她亦成功於1953年取得訟務律師的資格，并专研税务法。同年，兩夫婦誕下一對孪生姐弟，分別取名為卡洛兒和馬克。
為了尋求一席安穩的下議院保守黨議席，柴契爾夫人先於1954年婉拒出選奧平頓選區，後來又拒絕其它幾個邀請，直至1958年4月才決定出選芬奇利選區，並於1959年获胜，正式成為英國下議院議員。異乎尋常地，戴卓爾夫人在下議院的第一次發言是宣傳她的私人草案（一般新选议员会选择政府提供的法案）。在1961年，她違背保守黨的主張，對恢復笞刑投贊成票。
1961年9月，柴契爾夫人被任命为退休金及國民保險部政务次官（Parliamentary Undersecretary），直至保守黨在1964年的大選中落敗。而當亚历克·道格拉斯-休姆爵士辭任後，党魁选举在希思和雷金納·麥德寧之间展开，柴契爾夫人把選票投給前者。結果希思當選後，提拔柴契爾夫人任保守黨在土地和房屋事務的發言人，并在1966年挑选她进入财政班底。在议会辩论中，柴契爾夫人猛烈抨击工黨的新稅制，認為新稅制不單是大步奔向社會主義，更是通往共產主義之路，从而奠定她强而有力的议会辩手的名声。
柴契爾夫人是少數投票贊成李歐·亞邑斯將男同性戀行为合法化之法案的保守黨議員；此外，她又支持大衛·斯蒂爾關於墮胎合法化的法案，她也反對廢除死刑以及簡化離婚手續。1967年，柴契爾夫人终于进入影子內閣，出任能源大臣，不久調任交通大臣，最後在1970年大選前，改任影子教育大臣。

### 希思內閣
當保守黨在1970年的大選勝出後，柴契爾夫人如愿入阁，出任教育及科學大臣。在她上任的第一個月，為了削減教育開支，她決定取消向全國學校提供免費牛奶的政策。結果，所有的幼稚園和小學學生都不再獲得免費牛奶。
事件引發一連串的公眾示威，其中《太陽報》更因而戲稱柴契爾夫人為「瑪姬·柴契爾，牛奶掠奪者」（Maggie Thatcher, milk snatcher）。她任內的另一舉動，便是接納建議，關閉更多的文法學校，代之以綜合中學。到她任期結束，轉向上綜合中學的學生數從32%上升到62%。
當英國保守黨在2月的1974年大選落敗後，柴契爾夫人出任影子內閣環境事務大臣。在任期間，她提議取消用以支付地方政府服務開支的人頭稅，從而增加了保守黨的支持度。
柴契爾夫人同意基思·約瑟夫从男爵所說，指希思的政府在貨幣政策上失去控制。而當希思在1974年第二次大選中再次落敗後，基思·約瑟夫從男爵打算挑戰希思作為保守黨黨魁的地位，可是他不久因在演说中失言而放棄角逐。結果，与基思·約瑟夫理念相同的戴卓爾夫人決定參與黨魁竞选，并出乎意料地在第一輪投票中领先希思，希思为此退出选举。1975年2月，柴契爾夫人又在第二輪投票中压倒希思所寄望的接班人，威廉·懷特勞（William Whitelaw），正式成為保守黨黨魁，她随后任命威廉·懷特勞为副黨魁。

### 反對黨領袖
在1976年1月19日，柴契爾夫人在肯辛頓的社區會堂發表演說，尖刻地對蘇聯作出抨击，以下是最為人所知的一段演講辭：
|  | 蘇聯人正不懷好意地存心支配世界，他們正極力使自己成為世上前所未有的超級帝國。那些在蘇維埃政治局的人根本完全不需理會民意的波動，他們一向都是把錢花在槍枝（軍事）而不是牛油（民生）；但我們卻把槍枝放到最後。 |

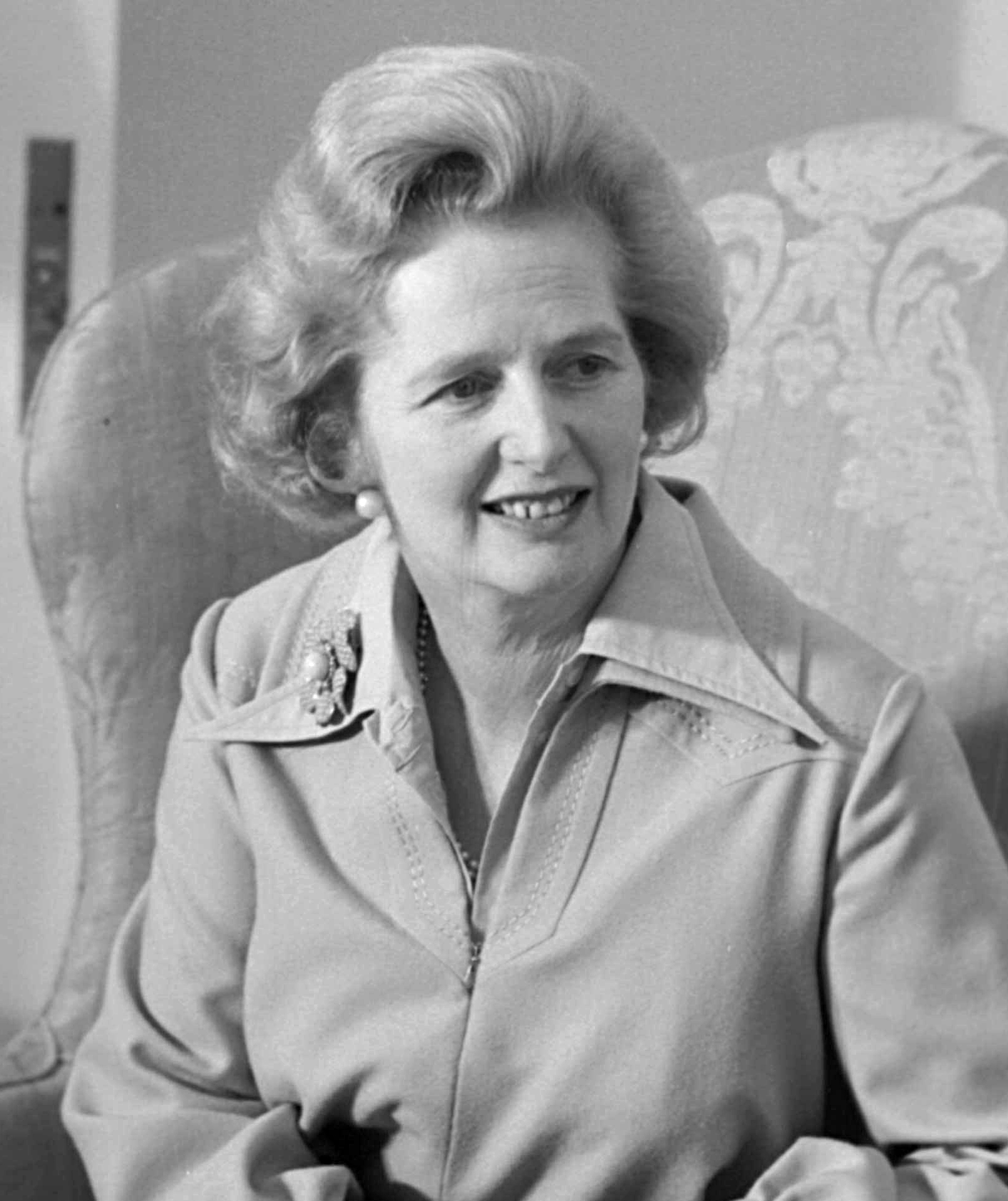
1975年9月18日，瑪格麗特·柴契爾當選成為反對黨領袖。

蘇聯國防部的官方報章《红星报》因此抨击柴契爾夫人為「鐵娘子」，這個名字及後更透過塔斯社傳到世界各地。不過戴卓爾夫人對這個稱呼卻非常歡迎，認為這正好反映出她堅決和不受動搖的性格。柴契爾夫人其它有名的綽號还有：「蒂納」（取其英文Tina，「There is no alternative」，即「别无选择」的縮寫）、「大母象」（The Great She-Elephant）、「阿提拉母雞」（Attila the Hen，取自匈人之王阿提拉「Attila the Hun」）和「雜貨店主的女兒」（The Grocer's Daughter）。最後一個綽號中的「雜貨店主」，其實是指柴契爾夫人的父親，但由於當時普遍認為柴契爾夫人和希思是盟友，所以又常被认为是指代希思，因为希思當時正被《Private Eye》戲稱為「雜貨店主」。
最初柴契爾夫人为了维持党内平衡，邀請很多希思派系的人加入影子內閣，上台执政后，她也盡力讓內閣反映保守黨內不同的聲音。她小心翼翼地确保保守黨支持她的貨幣主義的主張，但坚决反对希思把管治權力下放到蘇格蘭地方政府的政策。在1978年，柴契爾夫人接受格拉納達電視台《世界動態》（World in Action）節目的一次專訪，期間她對外國移民「湧入」英國的問題表示關注，從而激起社會上的不少爭論，该事件在一定程度上促使極右黨派英國國民陣線的支持者重回保守黨的怀抱。
1979年大选前，儘管保守黨在民意調查中領先，但民调也显示选民更支持工黨的詹姆斯·卡拉汉担任首相。卡拉汉在犹豫不决中未解散议会，不料却在1978年末，1979年初因为劳资糾紛而陷入困境，史稱「不滿的冬季」。保守黨遂借此為題，在競選海報責難「工黨丧失效用」，并指出是工党失政导致高失業率，而非工党政府所称的勞工市場過度調節。
結果，1979年春工黨政府因不信任動議以1票之差獲通過而垮台，於是就舉行1979年大選，大選結果公佈後，保守黨最終在下議院取得44席多數，柴契爾夫人遂成為英國史上第一位女首相。

### 首相

#### 1979年至1983年：第一任期

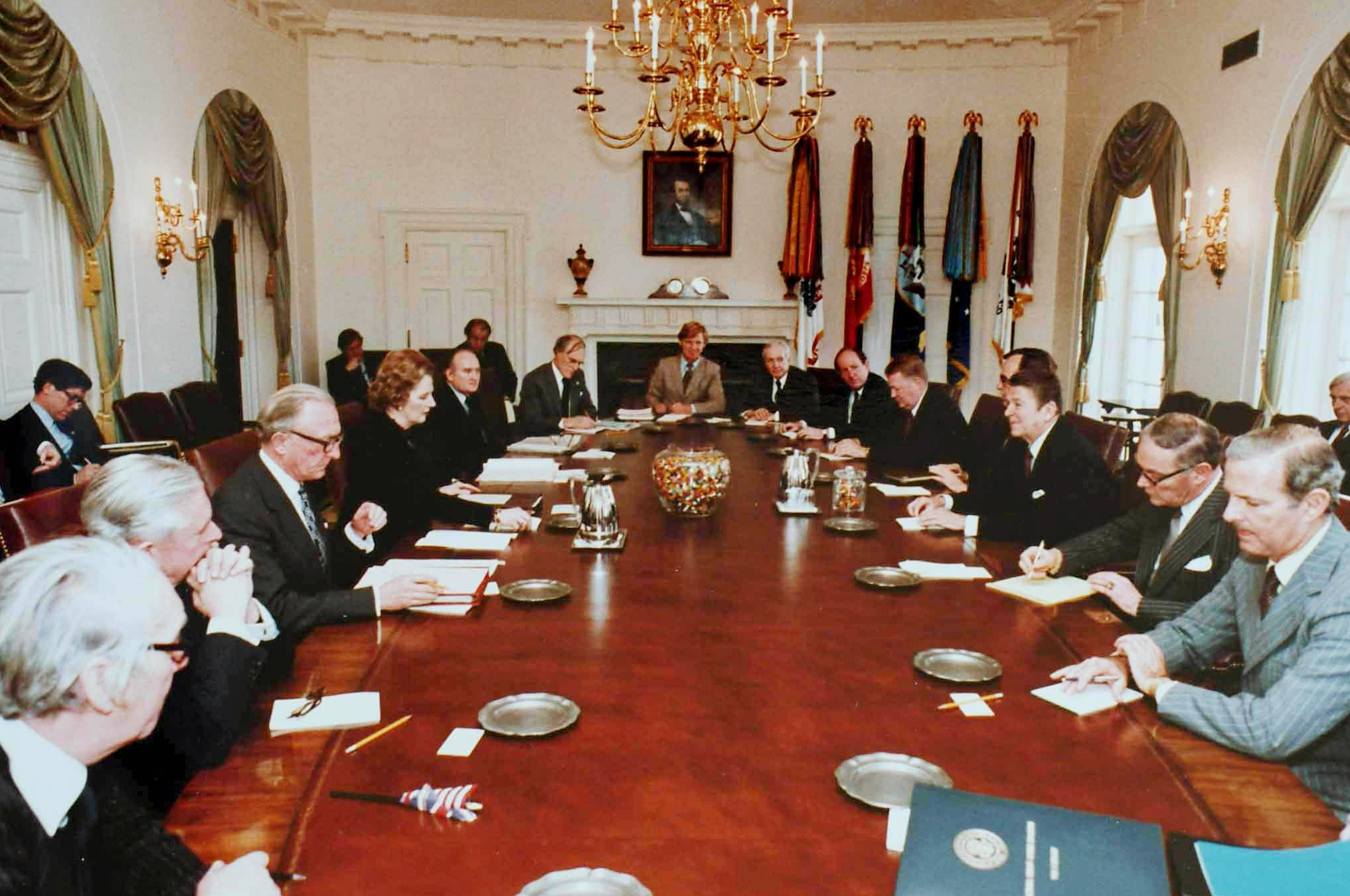
1981年，瑪格麗特·柴契爾內閣於白宮會見雷根內閣。

柴契爾夫人在1979年5月4日組成新一屆政府，她被寄予厚望，去扭轉英國經濟衰退的情況，以及減少政府對經濟的干預。此外，她也深信，自己的使命还包括使英國重建昔日大英帝國的光輝和加強對國際事務的影響力。为此，她與1980年新當選美國總統的罗纳德·雷根建立一種理念上和心靈上的盟友關係；而對1984年當選加拿大總理的马丁·布赖恩·马尔罗尼，則建立較小限度的關係。似乎在當時，保守主義成為盎格鲁-撒克逊國家之間的主要政治哲學。
1980年5月，爱尔兰总理查爾斯·豪伊到訪英國，與柴契爾夫人談論北愛爾蘭問題的前一天，柴契爾夫人在下議院說：「北愛爾蘭的憲制事務，是北愛爾蘭人民的事，是本政府的事，也是本議會的事，『其他人』不應干涉。」
1981年，一批愛爾蘭共和軍和愛爾蘭國民解放軍的囚犯，在北愛爾蘭的梅茲監獄舉行絕食，要求得回5年前被取消的政治犯待遇。其中最先發起絕食的波比·山德士，在絕食幾星期前才剛當選為弗馬納及南泰隆選區下議院議員，但最終因為絕食而死。
柴契爾夫人在絕食發生時持强硬立场，一口堅拒恢復該批囚犯的政治犯待遇，並指「罪行就是罪行，無關政治」（Crime is crime; it is not political）。直到有9人因絕食而死，絕食活动最终因家属干预而結束後，柴契爾夫人才重新批准让該批囚犯得回部分政治犯應有的待遇。是次事件，使愛爾蘭共和軍乘機作了一次成功的宣傳之餘，其中由於新芬黨在絕食事件提供資金，所以支持度更大幅上升。
此外，柴契爾夫人則繼續推行前任工黨政府所採行的「阿爾斯特化」（Ulsterisation），這個政策出自前任工黨政府的北愛爾蘭事務大臣羅伊·梅森（Roy Mason），他認為北愛爾蘭的統一論者，應該站在前線對抗愛爾蘭共和主義。因為這個建議一方面可以減輕英國陸軍在北愛爾蘭的壓力，也一方面提升阿爾斯特防衛軍團（Ulster Defence Regiment）和皇家阿爾斯特警察（Royal Ulster Constabulary）的地位。
与罗纳德·雷根採用阿瑟·拉弗和祖德·萬尼斯基（Jude Wanniski）所倡导的供給面經濟學政策略為不同，戴卓爾夫人主要持米爾頓·弗里德曼的貨幣學派理論；弗里德曼与哈耶克也被认为是柴契爾夫人主要的经济与政治哲学导师。因此甫上任，柴契爾夫人便大幅調高利率以减少貨幣供應，藉此控制飙升的通货膨胀数字。總而言之，戴卓爾夫人與雷根皆為「經濟新自由主義」和「政治新保守主義」的主要擁護者。
面對低迷的經濟狀況，政治評論員紛紛回想希思政府當年的「180度轉彎」，並猜測柴契爾夫人會照辦不誤，但柴契爾夫人在1980年的保守黨大會上作出堅定而強硬的答覆，並留下使保守派深受鼓舞的歷史名言，她說：「我要對那些正屏氣凝神、等待著傳媒所稱『180度轉彎』成真的人說：若你要轉彎便由你，但女士我絕不會轉。」（You turn if you want to, the lady's not for turning.）」縱使有364名经济学家联名發表公開信，呼吁改变經濟政策，但柴契爾夫人依然故我。結果到了1982年1月，通脹率从18%的高点下降至个位數8.6%，而利率亦隨之下降。只是失業情況繼續惡化，據官方統計數字，國內失業人數達360萬，而很多以其它失業定義作準則的非官方統計，更指失業人數高達5百萬，戴卓爾夫人的支持率也一度下探到32%的低点。但是，保守党政治家泰比勳爵卻指出，由於有不少在職人士在索取失業補助，所以他懷疑實際的失業人數比3百萬還要低。
柴契爾夫人任內削減英國國防預算，包括南大西洋地區，極地巡邏船忍耐號（Endurance）也被迫退役。此外，在移民改革上，不少大英帝國殘餘屬土的人民權益亦蒙受損害。

#### 福克蘭戰爭
1982年4月2日，為了增加支持，阿根廷的軍政府入侵福克蘭群島(阿根廷稱之為马尔维纳斯群岛)，對英國來說，這是自第二次世界大戰結束以來首次遭到的入侵。阿根廷自1830年代以來便聲稱擁有福克蘭群島的主權，因而一直與英國發生糾紛。在入侵发生不久，戴卓爾夫人便指派英國皇家海軍重奪群島，福克蘭群島戰爭爆發。1982年6月，英國戰勝阿根廷，奪回群島，重申主權，使英國國內一時間因為柴契爾夫人而重燃愛國熱誠，而她的聲望亦由谷底反彈。
在福克蘭戰爭期間，由於英軍戰艦遭阿軍發射法製飛魚反艦飛彈擊沉，引起柴契爾夫人極度不悅，遂打電話給時任法國總統密特朗興師問罪，脅迫法方交出飛魚飛彈的參數；起先密特朗守口如瓶，但柴契爾最後對密特朗放話，她會為了福克蘭群島主權，不惜動用核武器攻擊阿根廷，迫使密特朗就範；同時密特朗也向柴契爾開條件，提出完成拿破崙時代提出的開鑿英吉利海峽隧道構想，當作與英方的交換籌碼。
英國在福克蘭群島戰爭的勝利成為所謂的「福克蘭因素」，再加上英国的经济也正在此时从谷底反弹，這使得在1983年6月，保守党在大選中勝出，並擴大優勢，保守黨取得397席，工黨取得209席，為戰後最低席次，这成为保守黨1979年至1997年整个18年执政期内声望的最高峰。戴卓爾夫人的政府通過新法例，讓工會會員有更大的民主力量，去抑制好鬥激進獨斷的工會領袖。另外，柴契爾夫人又推出「租赁者置業权計劃」，讓地方公共房屋居民以折扣购买房屋产权，從而增加工人階級對她的支持。

#### 香港前途问题谈判
在香港前途問題方面，為防止香港在1997年移交中華人民共和國而引發大批港人移入英國，柴契爾夫人先發制人地聲明香港市民沒有居英權，因而引起爭議。而香港主權移交中國一事，亦成為了柴契爾夫人任內的外交難題。1982年9月22日，柴契爾夫人访问中华人民共和国，9月24日上午9点，中共中央顾问委员会主任、中央军委主席邓小平在人民大会堂福建厅会见柴契爾夫人，她強調声称按照《南京条约》、《北京条约》及1898年的《展拓香港界址专条》，英国享有香港岛及鸭脷洲和九龙半岛及昂船洲的主权，但邓小平明确表明主权问题没有妥协的空间，双方未能达成共识，会谈结束离开时，柴契爾夫人在人民大会堂外摔了一跤，中英两国政府在会谈后发表外交公报，同意继续循外交途径商讨。她离开北京随后访问香港，成为首位在任内访港的英国首相。在香港举行的记者会上，柴契爾夫人重申三条条约的合法性，并指出所有国家都须要尊重国际条约，否则任何谈判皆无法进行。1983年3月柴契爾夫人致函时任中国国务院总理赵紫阳，表示英国不反对中国以其对香港拥有主权的立场进行谈判，声称她愿意向议会建议整个香港的主权应交回中国。4月，中方复函表示，中国政府同意尽快举行正式谈判。1983年10月14日，柴契爾夫人致函中国，表示双方可以在中方建议的基础上探讨香港的持久性安排，英方不再坚持“以主权换治权”的立场。但是柴契爾夫人又想在1997年以后让英国人在香港的行政管理中继续发挥作用，譬如保留一名英国总督，并称这是保持香港繁荣必不可少的。该建议被中方拒绝。最后柴契爾夫人迫于形势不得不做出让步。

#### 1983年至1987年：第二任期

柴契爾夫人在1983年出席位於威廉斯堡的G7高峰會。出席重要人物由左至右為：皮埃爾·特魯多、加斯東·托恩、赫爾穆特·科爾、法蘭索瓦·米特朗、隆納·雷根、中曾根康弘、柴契爾夫人以及阿明托雷·范范尼。

柴契爾夫人一直設法減低工會的權力，但手法卻異於希思的政府。希思的政府主要的手段是通過單一的法案，但柴契爾夫人的方式是多管齐下。在处理1984年至1985年礦工大罷工时，有別於1972年時的希思政府，柴契爾夫人早有充足準備，她早先已經扩大煤的国家儲存，所以罢工並未對發電廠的供應構成影響。罢工期间，警察所採用的手法令人質疑有違公民自由之嫌，他们除了阻止罷工的支持者接近罷工礦場的範圍之外，还與罷工礦工的糾察隊在約克郡歐格里夫（Orgreave）爆發激烈的流血衝突。由於全國礦工聯合會發動的罷工沒有事先舉行内部投票，再加上罢工者又以武力阻止其他礦工如常上班，因此並未得到大眾輿論的認同，这次大罢工最後以過半數礦工重回崗位，迫使工會無條件投降而告終。而保守黨政府保證無意毀滅本土採礦業，又對罷工礦工承諾他們的職業受到保障。但在1994年採礦業私有化之前，政府依然关闭了全部15個亏损的國營礦場。
1984年6月，柴契爾夫人富爭議性地邀請南非種族隔離政府總統波塔，與外長皮克·博塔到白金漢郡的首相鄉間別墅契克斯，尋求方法舒緩國際間對南非施以經濟制裁的壓力，以免英國在南非的大量投資化為烏有。而在南非總統訪問英國僅三個月之前，四名南非軍火走私者在考文垂被拘捕，並被控以違反聯合國強制性武器禁運令，非法出口軍火到南非。這四名走私犯被稱為「考文垂四人帮」（The Coventry Four，分別叫Hendrik Jacobus Botha，Stephanus Johannes de Jager，William Randolph Metelerkamp和Jacobus Le Grange），他們在1984年5月以200,000英鎊保釋，並獲在法庭當值的法官發還護照，准許返回南非，但條件是該四名走私犯必須返回英國繼續受審。在「考文垂四人帮」被拘捕的同時，第五名疑犯，南非斯泰倫博斯大學的Johannes Cloete教授亦正式落網，而他更是南非导彈發展計劃的重要人物。但是據《衛報》在1988年12月17日的報導，Johannes Cloete教授後來在白廳的政府要員指示下，獲無條件釋放。至於「考文垂四人帮」最後亦無返回英國應訊，代以保釋金在1984年8月被沒收了事。「考文垂四人帮」事件在1988年12月7日經《衛報》重新揭發，報導中附有一篇外交官Patrick Haseldine的信件，對柴契爾夫人作強烈批評，指她「對恐怖主義有雙重標準」。

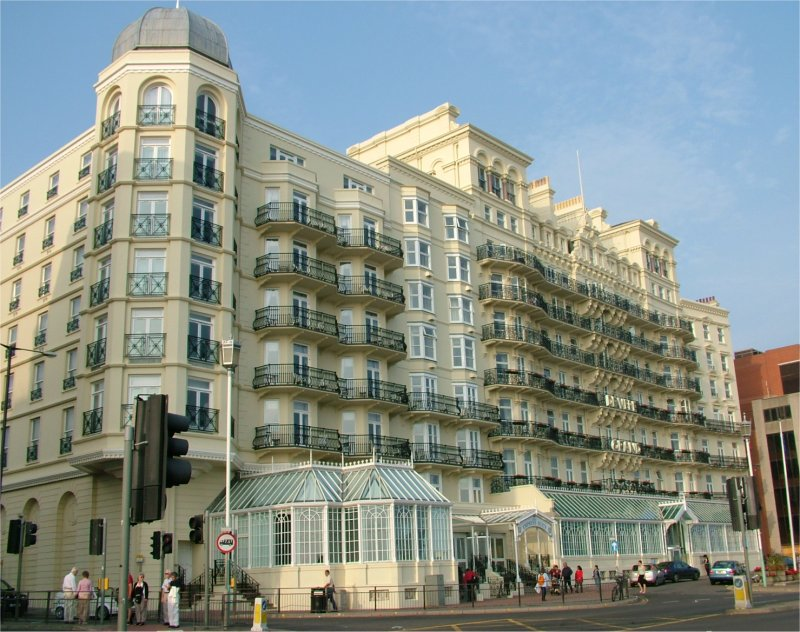
1984年10月12日，愛爾蘭共和軍恐怖分子企圖藉由布赖顿旅馆爆炸案刺殺柴契爾夫人。

1984年10月12日的清早，即柴契爾夫人59歲生日的前一天，愛爾蘭共和軍在保守黨大會的舉行場所——布赖顿的格蘭酒店策動布赖顿旅馆爆炸案。柴契爾夫人倖免於難，但爆炸中有5人喪生，當中包括黨鞭韋瀚（John Wakeham）的妻子和保守黨下議院議員安東尼·貝瑞爵士（Sir Anthony Berry），內閣要員諾曼·泰比亦在爆炸中受傷，他的妻子因伤癱瘓。事後，柴契爾夫人堅持在翌日如常召開保守黨大會，並在大會上致辭，以高姿態蔑視放置炸彈的人，在政界贏得不少掌聲。
1984年12月18日，柴契爾夫人訪問中华人民共和国。12月19日，柴契爾夫人在中国领导人鄧小平、中国国家主席李先念和英国外交大臣杰弗里·豪等人的見證下與中國國務院總理趙紫陽簽訂《中英聯合聲明》，英方承諾在1997年7月1日將香港的主權移交中國，中华人民共和国政府则承诺收回香港后在香港推行「一國兩制制度」。
1985年11月15日，柴契爾夫人在希尔斯伯勒城堡簽署《英愛協議》（Anglo-Irish Agreement），在協議中，英國政府首次承認愛爾蘭政府在北愛爾蘭問題上擔當重要的角色。這個協議的簽訂使很多北愛爾蘭的统一主义者感到憤怒並導致北愛爾蘭統一黨與民主統一黨在1986年1月23日達成一項選舉協議，共同發起一次特別安排的全體投票，決定先放棄所有北愛爾蘭議會議席，然後再在補選中參選。結果，兩黨几乎赢回所有议席，只有一个席位最后落入社會民主及勞工黨之手。但是，與1974年《桑寧代爾協議》（Sunningdale Agreement）不同的是，由於工會的勢力已被削弱，所以今次統一派未能成功發動大罷工來迫使協議作廢。事後，柴契爾夫人廢除4年前成立的北愛爾蘭議會，然而这一举措無助於減少愛爾蘭共和軍對英國策動襲擊，对于其政治组织新芬黨也几乎没有产生什么影响。
柴契爾夫人的政治及經濟哲學十分強調自由市場和企業家主義。她最早嘗試把一所小型國有企業，國營貨運公司（National Freight Company）出售予員工，並且意外地得到不少正面的回應。1983年大選获胜後，她的政府變得更為大膽，将大型国有化企业私有化的进程也大大加快，这些举措除了使很多左翼份子感到愤懑外，亦漸漸扩大了「柴契爾主義」的影响。

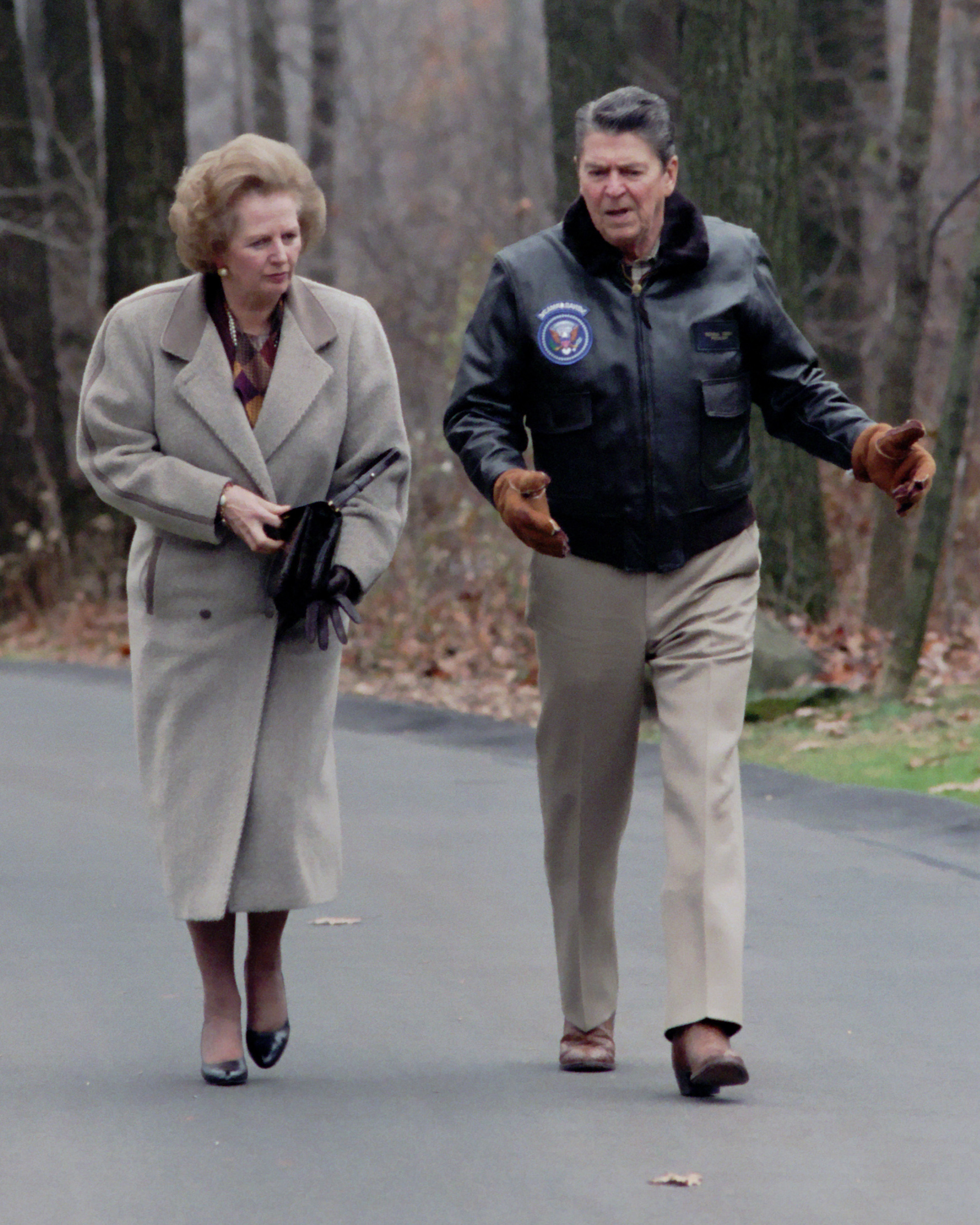
美國總統罗纳德·雷根和柴契爾夫人於大衛營討論事務

在冷戰上，柴契爾夫人支持美國總統罗纳德·雷根以遏制政策对抗蘇聯。這點與七十年代西方普遍主張的緩和政策大相逕庭，並與英國其他奉行緩和政策的盟友產生磨擦。另外，柴契爾夫人又歡迎美軍在英國軍事基地裝置巡航導彈，從而引發一連串大型反核示威。但是，柴契爾夫人也是第一位對蘇聯改革派領袖戈巴契夫擺出友善姿態的西方領袖。在1985年戈巴契夫掌權3個月之前，兩人進行了一次會面，會後她更形容戈巴契夫是「可以打交道的人（we can do business together）」。從那時開始，在戈巴契夫領導蘇聯时，西方重新启动接触与缓和政策。事實上當時的蘇联政府，權力其實已受到相當的侵蝕，1991年蘇聯更在一片騷動中解體。至於柴契爾夫人的保守黨政府則見證冷戰在1989年的終結。一般舆论公认，柴契爾夫人与美国的雷根总统一样，對西方資本主義陣營的勝利起到重要的作用。
1985年，由於不滿柴契爾夫人削減教育經費，牛津大學异乎寻常地通过教员投票後決定不向她頒贈榮譽學位。而這個榮譽學位一向都是贈予曾在該校受教的首相的。
1986年，柴契爾夫人支持美軍借用英軍基地，以空襲利比亞。此外，她與美國在防衛上的緊密關係，亦盡見於威斯特蘭事件（Westland affair）。當時英國內閣就英國直昇機工業的前景出現分歧，柴契爾夫人希望威斯特蘭飛机公司（Westland Aircraft，當時英國唯一一間直昇機製造商）能夠與美國的西科斯基飞机公司合併，並反对其與另一所公司，意大利的奧古斯塔公司（Agusta）合併。事件引致支持奧古斯塔公司的國防大臣赫塞尔廷，對柴契爾夫人的領導手法非常不滿而宣佈辭職。赫塞尔廷自此成為了一位富有影響力的批評者，並對柴契爾夫人的領導地位構成潛在威脅。最終為柴契爾夫人在1990年下台埋下伏筆。
1986年，柴契爾夫人的政府在一片爭議聲中廢除當時由工黨肯·利文斯通領導的大倫敦議會（即GLC）和另外6個主要都市的郡議會。政府聲稱這樣做可以節省開支，提高效率。但反對者卻指這樣做有政治意圖，因為所有被廢除的地方議會除了是由工黨控制外，更加是工黨的政治中心及勢力範圍，並常常在地方政府主張增加公共開支。

#### 1987年至1990年：第三任期

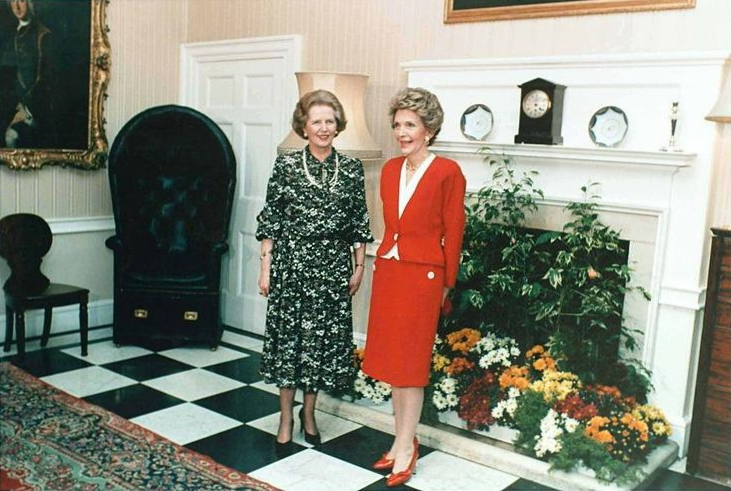
瑪格麗特·柴契爾與當時美國第一夫人南茜·雷根於合攝唐寧街10號。（1986年）

由於經濟復甦，以及反對黨工黨盲目地高叫反核，使柴契爾夫人的保守黨在1987年英國大選中勝出，並在下議院佔有102席的多數優勢。柴契爾夫人更立下自利物浦勳爵（1812年至1827年任首相）以來，連續任職首相時間最長的紀錄。除此之外，她也是自巴麥尊勳爵在1865年第三次連任首相之後，同樣做到三次連任的第一位首相。當時，英國各大報章，除了左派背景的《每日鏡報》和《衛報》以外，都支持戴卓爾夫人。她的新聞秘書伯納德·英厄姆（Bernard Ingham）亦定期向傳媒召開新聞發布會，所以關係亦算良好。另外，她常被小報稱呼為「瑪姬」（Maggie），对她不满的左翼份子把這個名字填入歌詞，名為「瑪姬走開！」（Maggie Out!），並在各大小示威中為反對者所唱。其它常为左翼势力传唱的流行歌曲还有：「瑪格麗特快辭職」（拍子樂隊，即The Beat）、「下流蕩婦快辭職」（艾維斯·卡斯提洛，即Elvis Costello）、「瑪格麗特在斷頭台」（莫里西，即Morrissey）和「母親最清楚」（理查·湯普森，即Richard Thompson）等等。
在1988年保守黨大會，柴契爾夫人發表聲明，指「兒童在學校應該被教授以傳統的道德價值觀，但現在學校卻向兒童教授同性戀是不可剝奪的權利。」同時，保守黨後坐議員和不少上議院議員亦對宣傳同性戀表示強烈不滿。結果，具爭議性的「第二十八款」（Section 28）作為修正案加入《1988年地方政府法案》（Local Government Act 1988），禁止在學校教授同性戀，這個法案直至2003年工黨政府後才被推翻。
不少柴契爾夫人的反對者相信，若由布里斯托尔湾至諾福克郡連成一條直線，把英國南北分開的話，就會發現她過往的政策造成明顯的南北差異，即南部的經濟日益繁盛，但以工業為主的北部卻日益衰落。其中，柴契爾夫人在第三屆任期推行令人難以接受的社會福利改革。她推出一項成人就業培訓計劃，該計劃以美國的工作福利制制度作借鏡，向領取失業救濟金的人士提供全職工作和追加10鎊貸款。此外，又實行「社會基金」（Social Fund），取代以往用作填補地方所需的緊急服務開支，而向人民作一次性徵收的福利事務收費，另外又盡量把基金轉為貸款，和規定要短期內對求職人士的努力作出評估，這引致自二十年代以來，社會一致的輿論空前出現缺口。
柴契爾夫人作為一位主修化學的人，在1980年代末，她終於開始注意一向遭漠視的環境問題。在1988年，她發表一次重要講話，承認全球暖化、臭氧層變薄和酸雨的問題。後來在1990年，她更成立哈德萊中心，用以研究和預測氣候變化。可是，她晚年在一本著作《Statecraft》(2002年)中，卻說到她對當年支持人類催化全球变暖的說法感到後悔，並認為把環境放在制定政策之上會有不良後果。她在書中說：「儘管我們支持以國際性的行動去解決環境問題，但我們仍要必先讓經濟發展和有所增長。若果處理不好經濟，根本就沒有足夠的財富，花在環境保護上。」（452頁）

瑪格麗特·柴契爾和雷根夫婦於白宮北門廊，準備參加國宴。攝於1988年11月16日。

在1988年，柴契爾夫人在比利時布魯日發表演說，對歐洲共同體打算改制和在決策上行中央集權表示反對。雖然柴契爾夫人支持英國保留會籍，但她認為歐洲共同體的職責只在於確保自由貿易和有效的公平競爭，若果歐共體改組，有可能使她在英國推行的改革付諸東流。她批評到：「我們尚未成功缩减英国的大政府边界，却眼睁睁地看着其又扩展到整个欧洲的范围水平，被一個歐洲的超國家組織在布魯塞爾遥遥支配。」此外，戴卓爾夫人對歐洲經濟及貨幣聯盟（Economic and Monetary Union）感到特別不滿，強烈反對歐共體正透過該附設機構，準備將成員國貨幣統一成單一貨幣。至於柴契爾夫人上述的言論，除了受歐洲其他領導人的強烈反對之外，更首次暴露出柴契爾夫人的保守黨在對歐洲的事務的嚴重分歧，而且分歧逐步擴大。
1988年12月21日，泛美航空103航班墜機（即洛克比空難），共有270人罹難，是英國本土在和平時期最多人喪生的災難。柴契爾夫人政府一直視災難為犯罪活動，要求得到法律的審訊，而不是要求召開公眾聽證會，找出誰放炸彈和放置炸彈的動機。至於早期的結論，一般都認為洛克比空難是伊朗為了報復伊朗航空的一架空中巴士，於1988年7月被美國海軍軍艦文森號（USS Vincennes）錯誤擊落。但後來，利比亞成為了最大嫌疑。該國領導人穆阿迈尔·卡扎菲上校對英、美兩國聯手在1986年空襲利比亞的的黎波里和班加西，感到大為憤怒，當時他的養女更在空襲中喪生。不过，柴契爾夫人在離職後寫的回憶錄，對洛克比空難卻隻字未提（有關該兩名利比亞籍放炸彈者，請參見泛美航空103航班）。
柴契爾夫人的支持度在1989年再度下滑，理由是高漲的利率使經濟由繁榮步入衰退期。為此，戴卓爾夫人責難她的財相勞森，不滿他的經濟政策一直是為加入貨幣同盟作準備，她更聲稱自己從來未經知會，亦從未批准他這樣做。後來在馬德里的歐洲共同體峰會，勞森與外相賀維對戴卓爾夫人施加壓力，要求她同意英國加入歐洲匯率機制，以便預備加入貨幣同盟。事後柴契爾夫人通过内阁小幅改组將賀維调离外交大臣的宝座，但安慰性地将其提升为副首相。在經濟事務上則轉而倚重首相顧問亞倫·華特爵士（Sir Alan Walters）的意见。勞森感到自己的地位受到削弱，遂於同年10月宣布辭職。
同年的11月，在工党压倒保守党赢得欧洲议会选举之后，柴契爾夫人的黨魁地位遭受另一位保守黨黨員，安東尼·麥爾爵士（Sir Anthony Meyer）的挑戰。麥爾是一位不知名的後座議員，所以在重要的黨員眼中，他出選的作用只在試探柴契爾夫人的實際支持率（即掩護性候選人）。結果，雖然柴契爾夫人以絕大多數輕易地擊敗麥爾，但支持麥爾或棄權的投票卻高達六十票，對一場爭奪黨魁和首相職位的選舉來說，並不尋常。
出于缩减财政赤字，以及迫使地方政府压缩公共开支的考虑，柴契爾夫人决定改革原来以财产为基础征收的地方税，代之以“人頭稅”，并於1989年率先在蘇格蘭实行，其後又在1990年擴展到英格蘭和威爾斯。人頭稅對每人徵收的金額不變，却并未照顾到低收入人士。結果新措施推出後，很快成為柴契爾夫人任內最不受歡迎的一項政策。由於政策最先在蘇格蘭推行，理論上可課稅的款額應該在1989年時重新評稅，但很快便有不少指控指蘇格蘭因為是「新稅制試驗地」而沒有重新評稅。至於戴卓爾夫人卻深信人頭稅會獲得支持，並遊說蘇格蘭統一黨（Scottish Unionist Party）及早落實新稅。可是提早在蘇格蘭推行人頭稅，使保守黨在該地的支持率雪上加霜。

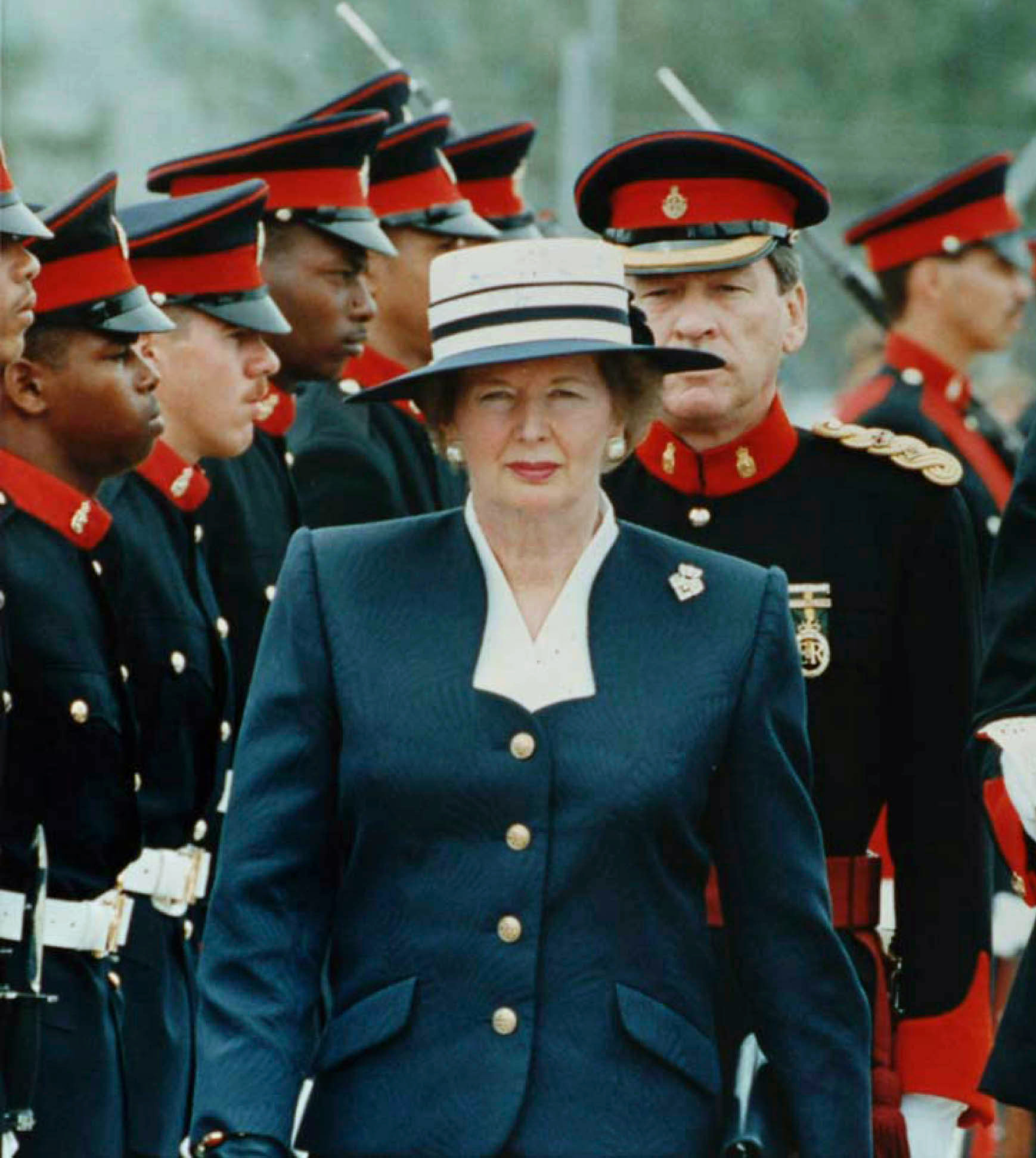
瑪格麗特·柴契爾巡視位於百慕達的部隊，攝於1990年4月12日

其後人頭稅的問題也逐步顯現。由於很多地方議會制定的新稅率被證實遠高於初時預計的水平。因而受到不少人的指責，指地方議會趁引入新稅制而調高稅率。但是歸根究底，大眾認為要負責的不是地方的執行者，反而是新稅制的構思者和推行者。1990年3月31日，即是在英格蘭和威爾斯落實推行“人头税”的前一天，倫敦出現大型遊行示威，並演變為暴動。事後更有數以百萬計的人拒絕繳稅。人頭稅的反對者聚集在一起，除了反抗區鎮的地方長官，又中斷法院聽取人頭稅債務人的申訴，但柴契爾夫人拒絕作任何讓步，使她的支持度急跌，並成為她後來下台的一大主因。
柴契爾夫人在任內其中一項最後的舉動，是向美國總統布希施加壓力，要求美軍部署到中東地區，迫使萨达姆·侯赛因撤出科威特。布希其實對計劃感到憂慮，但柴契爾夫人對他說：「沒有時間去猶豫了！」
在1990年10月的保守黨大會，柴契爾夫人在大會舉行前的星期五，遊說她的財相梅杰調低利率1%。但梅杰卻向她指出，維持幣值穩定的唯一辦法是在調低利率的同時，加入歐洲匯率機制，儘管這樣做仍未達到歐共體早前在馬德里訂下的條件。結果，當年保守黨大會的團結度顯得有點兒不尋常，而且很少人會預料到，柴契爾夫人的首相任期只剩下幾個星期。

### 失勢及下台
1990年，柴契爾夫人在地方推行的新稅制（人頭稅）已使她不得民心，而她錯誤地處理經濟問題（例如把利率調高至15%），更使她失去來自中產、企業和商界的核心支持。至於在保守黨黨內，又因歐洲統合問題而出現日益嚴重的分歧，使她和她的黨派在政治上顯得愈益脆弱。
柴契爾夫人與賀維的私人關係在其执政后期一直不好，而她的下台危機更因豪維在1990年11月1日辭職而提早爆發。豪維辭職的近因，則是戴卓爾夫人在10月30日的下議院辯論中，作出好戰的辯論之餘，又對歐洲委員會主席雅克·德洛爾作出以下的指責：
「對，委員會想增加它的權力。對，這個委員會並非經選舉產生，我不希望增加委員會的權力去對抗本下議院，所以我們和他們是截然不同的。該委員會的主席德洛爾先生，早前在某記者會說到，他希望歐洲議會能成為歐共體體現民主的主幹，因此要讓委員會成為議會主席，又要讓部長理事會成為議會的立法機構。這是不可以，不可以，不可以的。」
在辭職聲明中，賀維責難柴契爾夫人對歐洲共同體的政策是嚴重損害英國的利益之外，他更公開地鼓勵「其他保守黨黨員對首相的支持作重新考慮」。遂直接引發1986年因政见不合而退出内阁的前国防大臣赫塞尔廷宣佈挑戰柴契爾夫人的黨魁和首相地位，進而舉行黨魁選舉。在第一輪投票中，柴契爾夫人得票高於赫塞尔廷，但所得票數仍比規定的小兩票（兩名選手得票差額要達到總投票數的15%，才不用舉行第二輪投票。柴契爾夫人只得14.6%），結果要進入第二輪投票。
起初柴契爾夫人仍然堅持參選，但徵求內閣成員意見後，柴契爾夫人宣佈退選。在宣佈退選以後，柴契爾夫人把握住自由民主黨下議院議員艾倫·貝思有關歐洲共同體的提問，在下議院辯論發表著名的講話：
自由民主黨下議院議員艾倫·貝思：
「你是否有意在離職後繼續以個人身份反對單一貨幣和中央銀行？」
工黨下議院議員丹尼士·斯金納：
「不，她（指柴契爾）當然會去做（央行）總裁！」
首相柴契爾夫人：
「如果由我作主，就不會有無須對任何人負責，更別說無須對國會負責的歐洲央行了。」
「單一貨幣是歐洲的『政治議題』，是走後門的歐洲聯邦計劃。因此，我可能會考慮閣下（即丹尼士·斯金納）的提議。我們講到哪了？我正樂在其中！。」
柴契爾夫人隨後支持财政大臣馬卓安為她的繼承人，而他後來亦順利勝出黨魁選舉，11月28日正式接任。她辭職後，一所研究機構（MORI）進行民意調查。結果有52%受訪者認為「總體上，她對英國的發展功不可沒」，但同時有44%受訪者認為她對英國「弊多於利」。
1991年的保守黨大會，柴契爾夫人史無前例地獲得全場站立鼓掌致意，但她仍禮貌地婉拒上台發言。1992年英國大選，柴契爾夫人退出下議院选举，离开从事33年的下议院。

### 卸任後

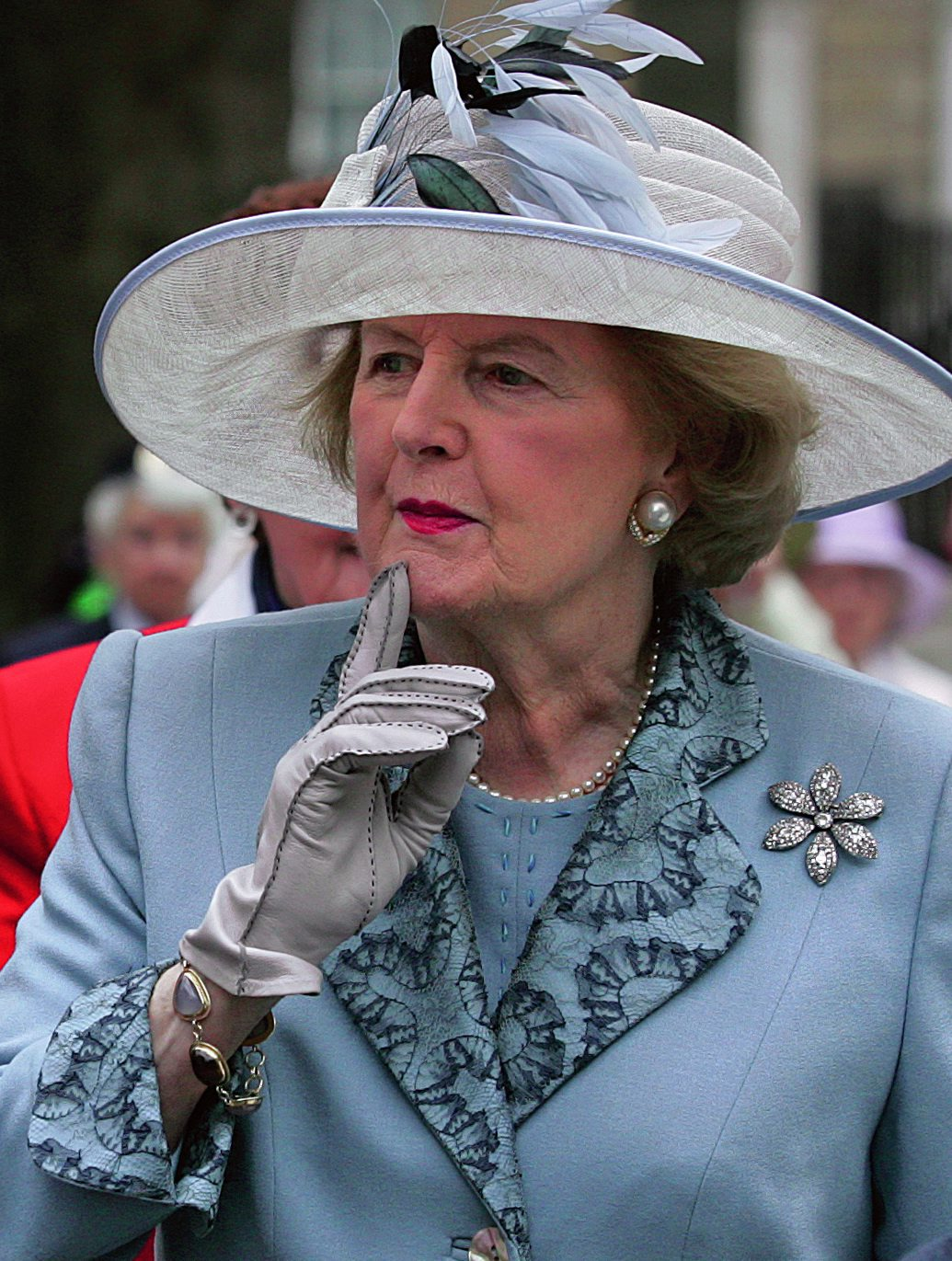
2005年的柴契爾夫人

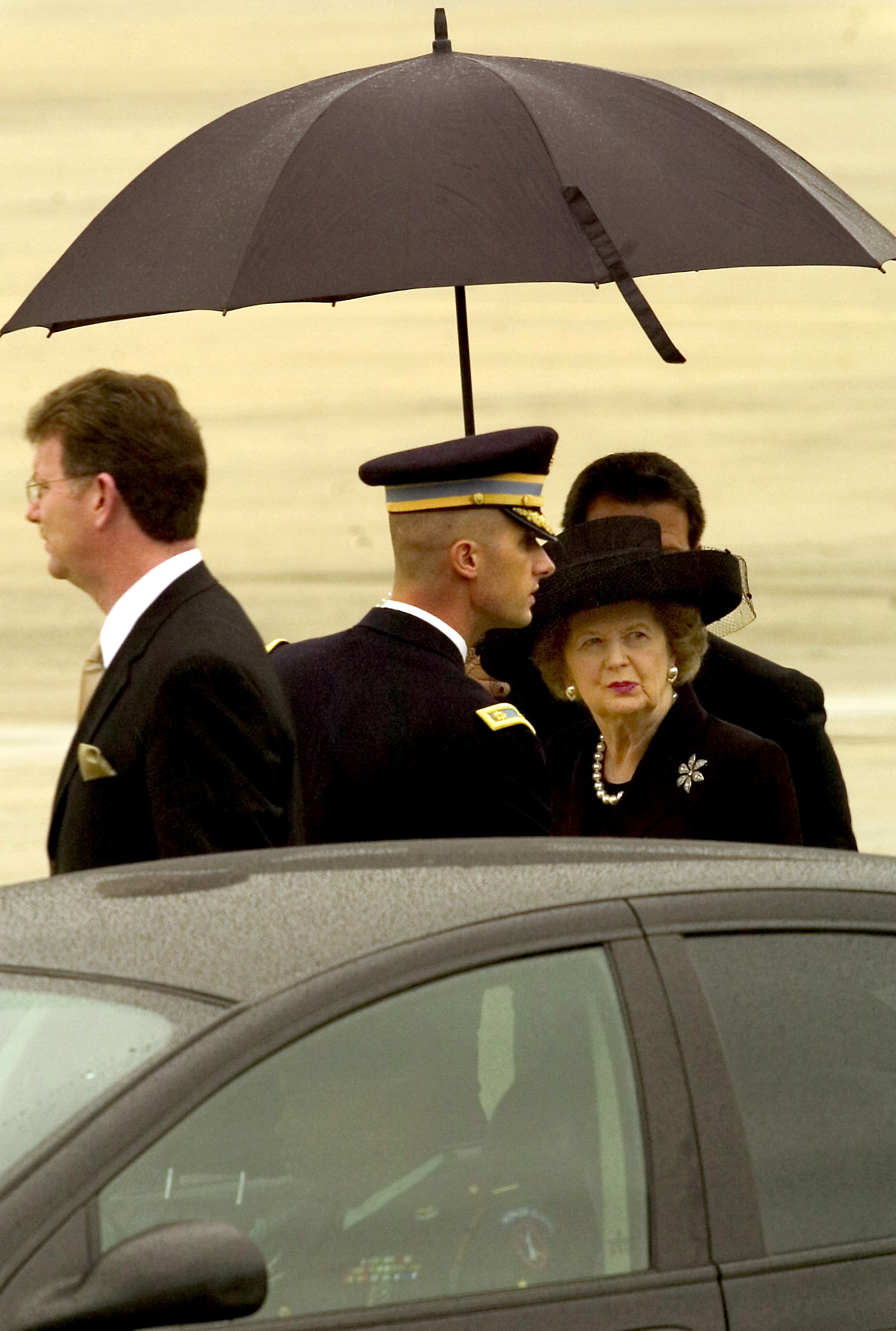
前英國首相柴契爾夫人在2004年6月抵達美國安德魯斯空軍基地，準備出席罗纳德·雷根的喪禮。

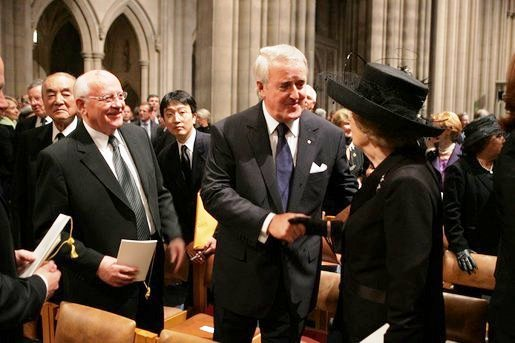
罗纳德·雷根的喪禮在華盛頓國家大教堂舉行。席間，柴契爾夫人（右方）熱情地與加拿大前總理马丁·布赖恩·马尔罗尼（中），並與蘇聯前領導人戈巴契夫（左方）以及日本前首相中曾根康弘（左後方）相會。

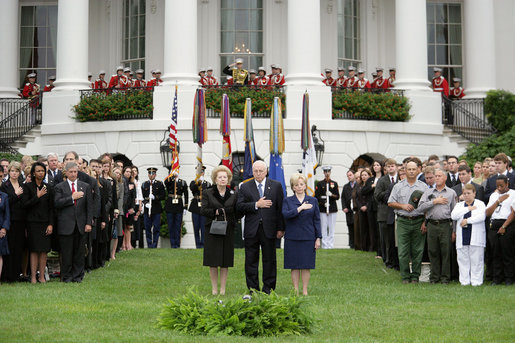
柴契爾夫人在美國華盛頓白宮出席「九一一」恐怖襲擊五周年的悼念活動，旁邊為時任美國副總統的迪克·切尼和其妻子。

在1992年，柴契爾夫人被冊封為終身貴族，成為“林肯郡克斯蒂文的女男爵”（Life barony of Thatcher, of Kesteven in the County of Lincolnshire）。柴契爾夫人沒有為自己爭取成為世襲貴族，虽然她在1984年曾建議在前保守党首相麥克米伦90歲生日冊封他為世襲貴族（最終他成為斯多克東伯爵）。柴契爾夫人後來解釋，她不爭取的原因是因為她認為自己沒有足夠理由去「支持」她成為世襲貴族。
受封终身贵族後，柴契爾夫人加入上議院，並在院內多次發表演講及批評《馬斯特里赫特條約》，同時投票反對通過該條約，這也是她在1961年以來，首次對保守黨的議案投反對票。及後她更於1993年6月在上議院形容該條約「太不合理」，說到：「如果是我，我永不會在條約簽字。」由於三大黨都贊成通過條約，柴契爾夫人唯有引用戴雪的理論，要求將條約交與公民投票表決。
在1992年8月，為遏止種族清洗、保障波斯尼亞人的地位，柴契爾夫人呼籲北約制止塞爾維亞軍隊攻擊格拉日代和塞拉耶佛。她更聲明波斯尼亞的情況「令她回想起納粹德國的惡行，而且有過之而無不及。」同年12月，她更警告波斯尼亞將出現大屠殺。結果在1993年4月，斯雷布雷尼察真的發生大屠殺後，柴契爾夫人便嘆道，「那裡成為一片殺戮場，一片我意想不到會在歐洲重現的殺戮場。」此外，她又多次對當時的外相韓達德諷刺到：「達德、達德，你將使内维尔·张伯伦活像一個好戰者。」
柴契爾夫人在1990年11月辭任首相後不久，即被女皇伊利沙伯二世頒贈地位崇高的功績勳章。她的丈夫柴契爾，則在1991年獲冊封為從男爵，以確保兒子馬克·柴契爾有头衔可以繼承。而這也是自1965年以來，唯一冊立的從男爵爵位。在1995年，柴契爾夫人獲頒贈嘉德勋章，此榮譽一向贈予前任首相，也是英國騎士勳章中最高的一種殊榮。
1992年7月，柴契爾夫人獲大型煙草商菲利普·莫里斯（Philip Morris Companies，即奧馳亞集團的前身）聘用，出任地缘政治學的顧問一職，年薪除了高達25萬美元外，該公司更每年向她的基金注入25萬美元。至於柴契爾夫人則協助該公司的煙草打入中歐、東歐、中國大陸和越南的市場，并對抗歐盟限制香煙廣告的法律。
1993年－2000年，柴契爾夫人出任美國維吉尼亞州威廉斯堡威廉與瑪麗學院的名譽校長。該校在1693年取得皇家特許狀而成立，是北美洲最古老的大學。
雖然柴契爾夫人在公開場合仍對保守黨的政策表示支持，但她私底下卻對繼任首相的梅杰非常不滿，這種不滿更透过傳媒而被廣泛報導。梅杰後來則回憶到，柴契爾夫人這樣的態度令他一直「難以容忍」。在1997年保守党下台后，柴契爾夫人公開支持夏偉林出任黨魁，而夏偉林勝出成為黨魁後，梅杰在一次演講中狡詐地對柴契爾夫人在他任內的舉動作出批評：「......夏偉林作為前任所欽點的接班人，我將全力支持他成為黨魁。」
1998年，柴契爾夫人在極具爭議的情況下，探訪她的好朋友、智利前總統皮諾切特。當時他正在薩里被軟禁，又面臨被起訴刑讯逼供罪、策劃刑讯逼供和策劃謀殺。但柴契爾夫人仍表示兩人是朋友。柴契爾夫人和皮諾切特兩人都是扶輪社成員，其中皮諾切特在福克蘭群島戰爭中是柴契爾夫人的盟友，支持英國對抗阿根廷。同年，她向劍橋大學捐贈200萬英鎊，為以她為主席的一個企業研究學系成立基金。此外，她把自己保留的一批檔案贈予該校的邱吉爾學院，以供學術專用。
柴契爾夫人曾於1992年和1996年兩度訪問臺灣，會晤李登輝總統與宋楚瑜等政要，並偶有書信往返。李登輝卸任後於2000年訪問英國時也與柴契爾見面，宋楚瑜則曾於2005年赴英祝賀她80大壽。
撒切尔夫人于1993年9月3日曾到访马来西亚拜会时任马来西亚首相马哈迪·莫哈末。她为万国宝通银行领导人系列讲座主讲“朝向亚洲领导”课题时说，很少领袖称得上是政治家，但拥有强大领导能力与明确宏愿的马哈迪，毫无疑问其成就已使他赢得政治家的称号。她也说，在马哈迪的领导下，马来西亚人民享有更高的生活水准，同时马来西亚在世界上扮演日益吃重的角色，成为东南亚国家的发言人。
柴契爾夫人辭任首相後仍十分活躍於政壇，除了到世界各地發表演說外，又在2001年支持保守黨的選舉競選活動。可是，在2002年3月22日，柴契爾夫人遭受幾次輕微的中風困擾，身體變得非常虛弱。經醫生勸告後，她宣佈不再發表任何公開演說。
在2003年，柴契爾夫人訪問紐約市，並到訪市長米高·彭博的辦公室，並把彭博的辦公室與邱吉爾的戰時辦公室作比較。
2003年6月26日，柴契爾夫人的丈夫、丹尼斯从男爵去世。
2004年6月，她雖然親自前往美國出席前總統罗纳德·雷根的國葬儀式，但為免過度勞累，她提早錄製悼文，並在喪禮上播放。
儘管身體健康欠佳，柴契爾夫人仍然參與不少支持她的團體活動，例如，她是英國保守黨前進派（Conservative Way Forward）的主席，該派在她當選首相的25週年紀念日，為她在索威酒店舉行晚宴。此外，她是布魯日團體（Bruges Group）的榮譽主席，而該會的名字，是為了紀念她在1988年於布魯日首次公開反對成立歐盟。柴契爾夫人亦是歐洲基金會的贊助者，該會由保守黨議員比爾·凱許（Bill Cash）創立，是一個主張歐洲懷疑論的組織。
2005年10月13日，為慶祝本人80歲大壽，柴契爾夫人在海德公園的文華東方酒店舉行酒會，伊麗莎白女王、首相貝理雅、前首相馬卓安等贵宾均應邀出席。曾在其执政末期背叛她的亞伯拉昂的杰弗里·豪勳爵也获得她的宽恕，他并在席間发表演讲高度赞美柴契爾夫人的政治事業。他說：「她（柴契爾夫人）真正的成功不只在於改革一個黨派，而是兩個。現在工黨雖然執政，但絕大部份『柴契爾主義』的理論已經為工黨所接受，而且是不可逆轉的。」
2006年9月，柴契爾夫人到華盛頓出席「九一一」恐怖襲擊五周年的悼念活動。她以美國副總統迪克·切尼賓客的身份出席是次儀式，期間並與美國國務卿康多莉扎·賴斯會面。這是自她在2006年4月，出席前美國國防部長卡斯珀·威拉德·溫伯格的喪禮以來，再次前往美國。
在2007年2月21日，一尊柴契爾夫人的銅像在下議院大堂舉行揭幕儀式，銅像高2.24米，由雕塑家安東尼·杜福特所雕成。這是第一次有前首相在生前得到這種榮譽。同時擺放在大堂的前首相銅像還包括在1919年代表英國簽署《凡爾賽和約》的勞萊·喬治、在第二次世界大戰中领导英國人获得胜利的邱吉爾及戰後奠定英国福利体系的工党首相艾德禮。同時，這位「鐵娘子」在儀式中簡短發言，并开玩笑道「原希望雕像以鐵製成......但銅也一樣好......不會生鏽。還有，我希望今次它的頭會被保留（意指在2002年時，另一座以白雲石製成的柴契爾夫人石像在移送到下議院前，被示威者砍去頭部一事）。」這是她在2002年中風以來，首次在公眾場合正式親身發言。
柴契爾夫人曾寫過两部回憶錄，分別名為《唐寧街歲月》和《通向權力之路》，此外她亦有幾本關於政治和外交事務的著作。

### 晚年健康問題
2002年，柴契爾夫人多次輕微中風，令她短暫失憶。而2003年其丈夫的逝世，也對她的精神狀態構成一定的打擊。2004年，其友人、前美國總統列根逝世，使其再受打擊。
2005年12月7日，柴契爾夫人因感到暈眩而被送到倫敦的並在當晚留院觀察。數日之後，她再度於一所理髮店內感到暈眩，而被保鏢送至附近的醫院中進行修養。她的女兒卡洛兒對傳媒說，柴契爾夫人的短期記憶力正嚴重衰退：「因為記憶衰退，她現在很少閱讀，因為完全沒有意義，她讀完一句句子前已忘記了句子的開頭。」

## 逝世
2013年4月8日英國時間11時28分，柴契爾夫人於倫敦5星級麗嘉酒店套房床上休息期間，在閱讀時因中風逝世，享壽87歲。
據其發言人所言，柴契爾夫人去世時相當安詳。其逝世後，女王伊麗莎白二世和時任英國首相卡梅倫及各国际政要均表示哀悼。英國議會大廈、首相府和各政府部門降半旗致哀。
英国首相府於4月9日發表聲明稱，柴契爾夫人的葬禮將於4月17日在倫敦聖保羅大教堂舉行。依照柴契爾夫人不舉行國葬的遺願，英国舉行「最高軍事榮譽禮儀葬禮」（簡稱禮葬），規格與戴安娜王妃和伊麗莎白王太后相同，僅次於“國葬”。葬禮仪式的邀请名單由柴契爾夫人的家人擬定，保守黨及时任政府給予意見。估計出席葬禮的賓客多達2300人，令聖保羅大教堂滿座。多位國家現任和前任元首和政要均獲邀出席。包括女王伊麗莎白二世和王夫菲臘親王；所有在世的英國前首相，包括屬於保守黨的馬卓安、工黨的貝理雅和白高敦。以色列總理內塔尼亞胡、前美國國務卿亨利·基辛格和日本前首相森喜朗出席葬禮。马来西亚前首相马哈迪·莫哈末和夫人茜蒂哈斯玛代表马来西亚出席葬礼。和柴契爾夫人友好的美國已故前總統列根的妻子南希·里根因健康问题改派代表出席，前蘇聯領導人戈巴契夫也因健康欠佳缺席。按照柴契爾夫人家人的意願，并未邀请在福克蘭戰爭與英國為敵的阿根廷的現任總統克里斯蒂娜，但邀請了阿根廷駐英大使出席葬禮，阿根廷駐英大使亦基於福克蘭戰爭的歷史理由拒絕该邀請。
葬禮舉行前一晚，柴契爾夫人的遺體被移送到西敏寺的一間小教堂安放。葬禮當天途經唐寧街10號首相府。葬礼结束後，柴契爾夫人的遺體火化，骨灰安葬在切爾西皇家醫院墓地、其亡夫丹尼斯的墳墓旁邊。

### 反對者遊行
柴契爾夫人由於在任內大力打壓英國工會勢力，得罪眾多左翼人士，她死後許多群眾開香檳「慶祝」，更引發不少騷亂。此外，撒切尔夫人在1985年海瑟尔惨案后下令禁止英格兰球队参加欧洲赛事，以及在1989年希尔斯堡惨案后袒护英国警方的不当处理措施，引发了利物浦等队球迷的不满。
在其去世和下葬期間，英國爆發數起小規模的示威活動，一些人們舉著印有「The Bitch Is Dead」（臭婆娘死了）等標語的牌子和其他道具，走上街頭慶祝。同時，用下體開胡桃的柴契爾型胡桃夾子等「紀念品」又開始在eBay上售賣。被用作反柴契爾歌曲的《绿野仙踪》插曲《叮咚！女巫死了》（Ding-Dong! The Witch Is Dead）開始流行，4月13日在倫敦舉行的「歡慶柴契爾去世」集會中，很多人都唱起這首歌。次日，此歌在英國單曲排行榜上位列第二。同样在2013年4月13日，利物浦客战雷丁的比赛开始前，双方为希尔斯堡惨案96名遇难者（而不是撒切尔夫人）默哀一分钟，利物浦球迷也打出多条对撒切尔表示不满的标语。

## 評價與影響
时至今日，撒切尔夫人仍被英国人民所铭记，她的政策對英國影響深遠。總體上，英国社会对她的评价呈现极大的差异化，对她的贡献仍有着高度争议。
有些人称赞戴卓爾夫人的總體經濟改革挽救了英國，成功地使英國擺脫了自二十世纪七十年代以來的經濟困境。她在社會事務上所採取的激進主義也獲得不少人的认可。同時有人認為，戴卓爾夫人是十分自負的獨裁主義者，对她削弱英國作為福利國家的地位，以及打壓本土製造業，致使上百萬人長期失業的政策不满。

### 产业转型
有关柴契爾夫人打压本土制造业，造成大批人长期失业的指控，人民評價兩極，並沒有定論。自二十世纪七十年代以来，英国本土製造業的生产率与就業率已每况愈下，英國因此被国际上視為「歐洲病夫」，更有人斷言它將第一個由发达國家退回到發展中國家。撒切尔夫人执政后，第二产业并未得到全面振兴，许多工業更在英國本土消失，同时，英国也成功地转变为一个以服務業為主的現代化国家，实现了长期的经济增长。
批評撒切尔主义的人认为，1970年代的經濟問題被誇大，而且這些經濟問題實際上是政府所不能控制的，例如持續高企的油價造成石油危機，以致國內出現高通貨膨脹，並對全球大部份工業國家的經濟構成破壞。因此，他們認為當年的經濟衰退並非如撒切尔夫人所言，是社會主義和工會所一手促成。反對者亦認為，戴卓爾夫人任內經濟出現改善的跡象，只是一個巧合，稅收增加的收益則是來自北海油田，所以這些才是英國八十年代經濟復甦的原因，而非戴卓爾夫人的政策。
英國大眾對戴卓爾夫人的評價一直呈两极化，這種現象可以在最近的一個電視台民意調查中反映：戴卓爾夫人在2002年的《最偉大的100名英國人》中排第16名，是在世人物中，排名最高的一位；可是，她卻在2003年《最坏的100名英國人》中排行第3，只比工黨首相貝理雅落後兩名。不過，無可否認的是，戴卓爾夫人是少數對20世紀世界舞台起重要影響的女性。此外，在眾多的讚賞以至奉承中，工党的貝理雅對戴卓爾夫人的感謝可能比較真切，同樣作為一位3次連任的首相，他曾有意無意地感謝戴卓爾夫人的經濟政策，對英國起重要作用。為此，戴卓爾夫人亦曾在保守黨競選場合中含蓄地讚揚貝理雅，她說到：「保守黨......不是要可以擊倒貝理雅先生的人才，而是要好像貝理雅先生一樣的人才。」
另外有一些人把她的經濟評價分成兩方面看：市場效率和長期增長。就市場效率而言，她的改革是頗富爭議性的。但由於職位減少和推行根本性的市場改革，失業率的確是回跌了。她取得這樣的成果，主要是透過立法削弱工會力量以及解除對金融市場的監管。結果，戴卓爾夫人亦成功让倫敦重佔歐洲乃至世界金融中心的地位，並加強電訊業和其他公共事業的競爭力。
在蘇格蘭和威爾斯大部份地區，以及英格蘭北部的一些市區和前採礦區，很多人仍對戴卓爾夫人表示憤怒，甚至出言謾罵。因為他們仍然不能忘記當年礦工罷工的艱難日子，並對以採礦業為主幹的傳統社會被破壞而感到很不滿。此外，他們也不能原谅採礦業的衰落，以及服務業的崛起。
雖然戴卓爾夫人在西南部一帶富裕的郊區，支持度較高，但是在一些工業化程度高和較貧窮的城市，她的支持度卻不高。例如在普利茅斯，該市有約四分之一人口從事國防工業，其中大部份受僱於德文港海軍船塢。當船塢的行政管理在1987年實行私有化後大規模裁員，結果大量被解僱的員工對戴卓爾夫人的保守黨政府提出責難，並使該地對保守黨的支持率由1979年的44%下降至1987年的29%。

### 農業補貼
面對工業區和採礦區的不滿，戴卓爾夫人及保守黨依然能在1987年大選中大獲全勝，但保守黨的票源實際上主要來自英格蘭南部，和英格蘭北部的一些郊外農業區，至於在其餘地區卻得不到支持。透過共同農業政策（Common Agricultural Policy），英國的農業至今仍得到大幅度的補助，因此那些沒有得到大幅度補助的行業，對戴卓爾夫人及保守黨的支持則十分冷淡。
戴卓爾夫人的評價亦因政見不同而存在對立。在左翼陣營，戴卓爾夫人常被看作用武力粉碎社會主義活動的象徵，她的社會改革完全忽略工人阶级的利益，而側重到中產階級和商人。一些諷刺作家因此常常諷刺她，例如法國歌手赫诺·塞尚曾寫首叫《瑪姬小姐》的歌，當中讚揚女性時常克制自己，不模仿男性很多愚蠢的舉動，但戴卓爾夫人卻是一個例外。在1987年9月23日，她對《Womans Own》雜誌的記者說到：「沒有社會這回事。」這句說話一經被廣泛流傳，便時常被斷章取義。但其實這句話的原意是要強調個人和家庭對英國社會的重要。
至於一些在經濟和政治上支持古典自由主義的右翼份子，則把她看作保守主義的象徵，除了勇於對抗強而有力的工會，又成功去除對經濟發展的障礙，但他們未必會公開遵循她的理論。

### 軍事鷹派

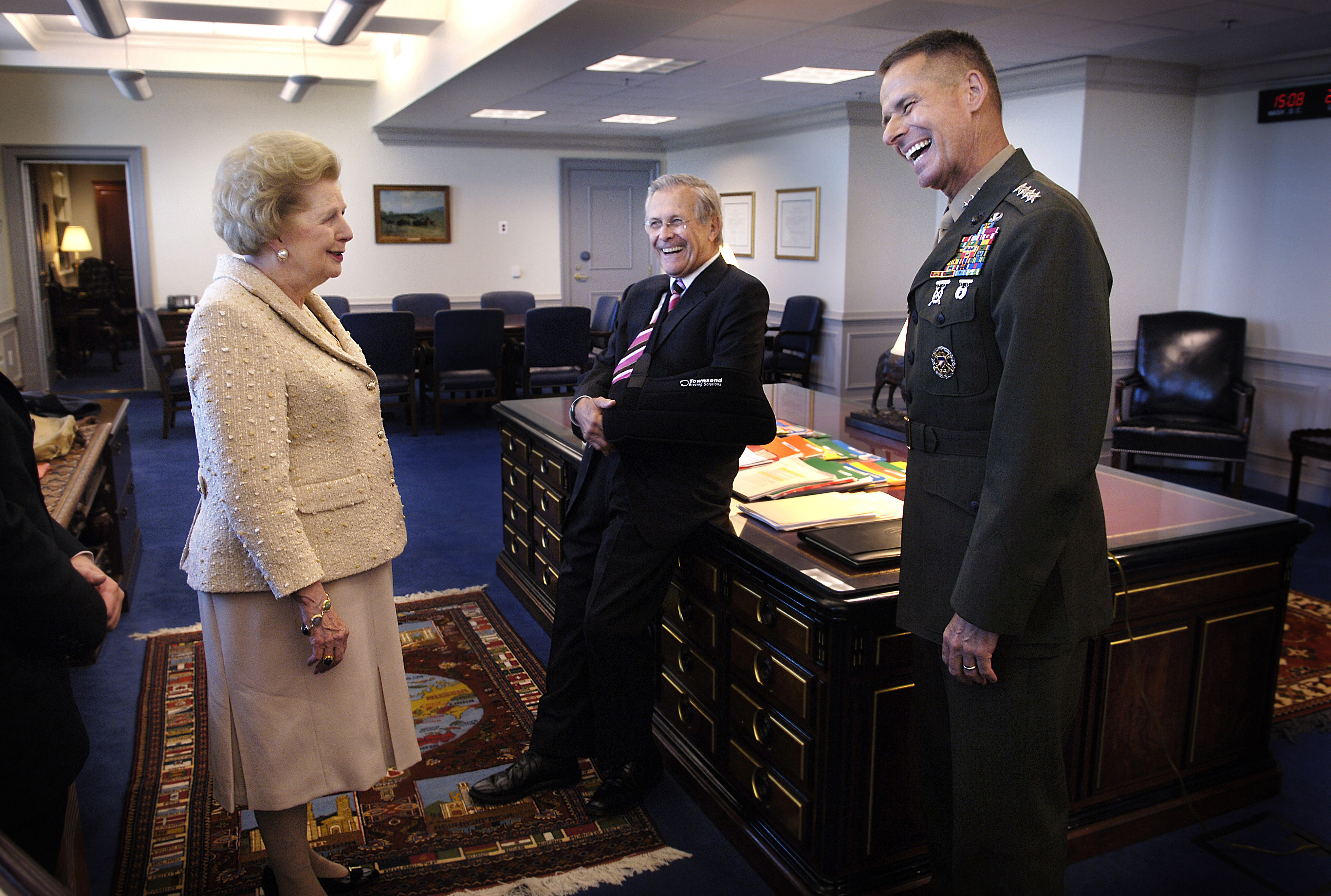
前英國首相戴卓爾夫人拜訪五角大樓，並與時任美國國防部長的唐纳德·拉姆斯菲尔德，以及時任美國海軍參謀長兼參謀長聯席會議主席彼得·佩斯有說有笑，攝於2006年9月12日。

對於愛爾蘭的民族主義者來說，戴卓爾夫人是一個不願妥協的人。他们认为因为英国政府拒絕與愛爾蘭共和軍展開對話，导致北愛爾蘭大騷動的時期遭到拖長，儘管英國與愛爾蘭政府於1986年簽訂《英愛協議》，但也無濟於事。
1996年史考特報告書（Scott Report）面世，該報告對英國在1980年代對伊拉克出售軍備的情況作詳細調查，其中揭發出戴卓爾夫人的政府在軍售問題上一直對萨达姆·侯赛因給予支援，白廳更曾花上10億英鎊來維持侯赛因政權以及替軍備生產商穿針引線。該報告又指出在两伊战争期間，英國曾走私酋長式坦克的殼體到伊拉克，事後則把有關文件悉數銷毀。另外，英國政府內亦有官員暗中協助私人公司繞過正常程序，私底下出售機器製造軍武。當中從雷卡公司（Recal）的製運記錄中發現，有不少積架出廠的收音器材在賒帳的情況下被付運到伊拉克，而且賒帳付運軍備的情況也很嚴重。後來當侯賽因處死一名英國記者後，保守黨的內閣成員依然沒有停止資助侯賽因，然而，他們反駁這樣做是為了避免損害英國的工業。

### 打壓工會
不少右翼和左翼人士皆一致同意，戴卓爾夫人對英國政壇造成根本性的改變，因為在她任首相期間，英國的三大主要政黨都出現右傾的現象，包括工黨和自民黨。其後1997年上台的貝理雅工黨政府，不論是經濟，抑或是社會和政治的主張，其實就是戴卓爾主義的縮影。這種現象就像五十年代至希思時期的保守黨政府，也是吸收工黨有關福利國家的政策。至於她當年削弱福利國家色彩的種種措施，至今仍然被大部份地採用，當年被私有化的國營企業也沒有被廢止。戴卓爾夫人以後不論是保守黨抑或工黨的政府，仍不斷減少對商業活動的干預，以及繼續推行私有化間接造成世界上新自由主義的崛起。
不論是好是壞，戴卓爾夫人對工會的影響是非常大的，而1984-1985年英国矿工大罢工一事則是工會權力由盛轉衰的分水嶺。自此工會的勢力沒有再回復到從前的水平，不少主要工會因戴卓爾夫人和新的法規而遭到抑制，這些限制罷工的法規至今仍沒有被廢除。至於工黨本身，也不斷擺脫與工會的既有關係。
戴卓爾夫人對保守黨本身也起了很大的影響，她的後繼者，包括馬卓安、夏偉林、史密斯、夏偉明，面對戴卓爾夫人主義內的種種理論，也因對歐盟政策很難作出取捨，結果不論是地區上還是國會內，都造成保守黨內的內部分裂和分歧加深。2005年卡梅倫成為新任黨魁，一般輿論相信他能夠化解黨內因歐盟問題導致長久以來的分裂。
剑桥大学国王学院的學生會在2006年2月通過動議，決定在戴卓爾夫人去世後，為「優秀和富裕的人士」成立基金。

### 欧洲政策
撒切尔夫人1988年在比利时的演讲中，她明确阐述对欧盟的前身——欧洲共同体的反对。她在发言中说道:“英国的边界已不可能回到从前，我们现在只看到在欧洲层面的重新划分，这是欧洲超级大国在布鲁塞尔策划的事情。”同年11月，欧洲人权法庭称英国的拘留制度违反欧洲法律，但此举也遭到撒切尔夫人的愤怒抨击。
1989年，当撒切尔夫人被一些大臣强硬要求加入汇率机制时，撒切尔夫人对此坚决反对，她与她的财政顾问艾伦·沃尔特斯始终认为，英镑应该能自由浮动，而欧盟会员资格只限制英国经济，这一拒绝被认为是后来撒切尔夫人下台的因素之一。

## 著作
- 《撒切尔夫人自传-通往权力之路》，中文版1998当代世界出版社
- 《撒切尔夫人回忆录-唐宁街岁月》，中文版1997远方出版社

## 家庭生活

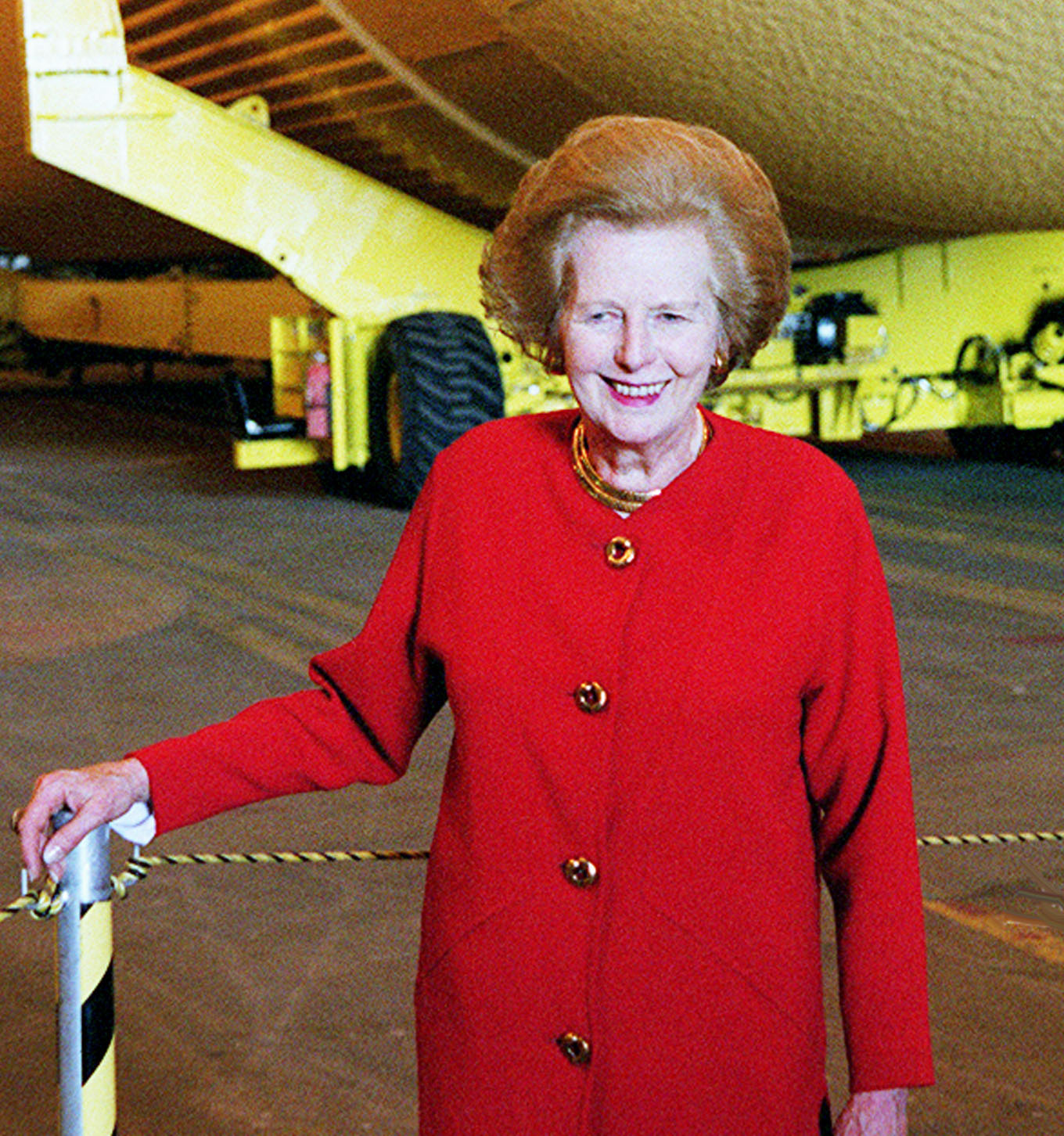
柴契爾夫人在2001年2月參觀位於卡納維拉爾角的甘迺迪太空中心

柴契爾夫人1951年與丈夫丹尼士·柴契爾爵士結婚，兩夫婦的婚姻長達52年，並在1953年8月15日在倫敦的夏洛特皇后與切爾西醫院誕下一對孪生儿女。丹尼士一直是她的精神支柱，他逝世于2003年6月26日。
柴契爾夫人的兒子，馬克·柴契爾爵士是一位商人，一直被不同的爭議糾纏住。1982年他曾在撒哈拉沙漠一度失蹤；至於在2005年1月，他則因為資助購買飛機，以策劃在赤道几内亚發動政變而被捕，在南非被判緩刑4年，及罰款3百萬蘭特。
柴契爾夫人的女兒，卡洛兒·柴契爾是一位記者和時事評論員。她在英國真人秀，第五輯《我是名人，快帶我離開！》中勝出。

## 頭銜與榮譽

柴契爾夫人的紋章。中間為环绕的嘉德勋章；海軍上將代表福克蘭群島戰爭，牛頓爵士則代表化學家，即柴契爾夫人本身的專業和代表她的故鄉格蘭瑟姆。

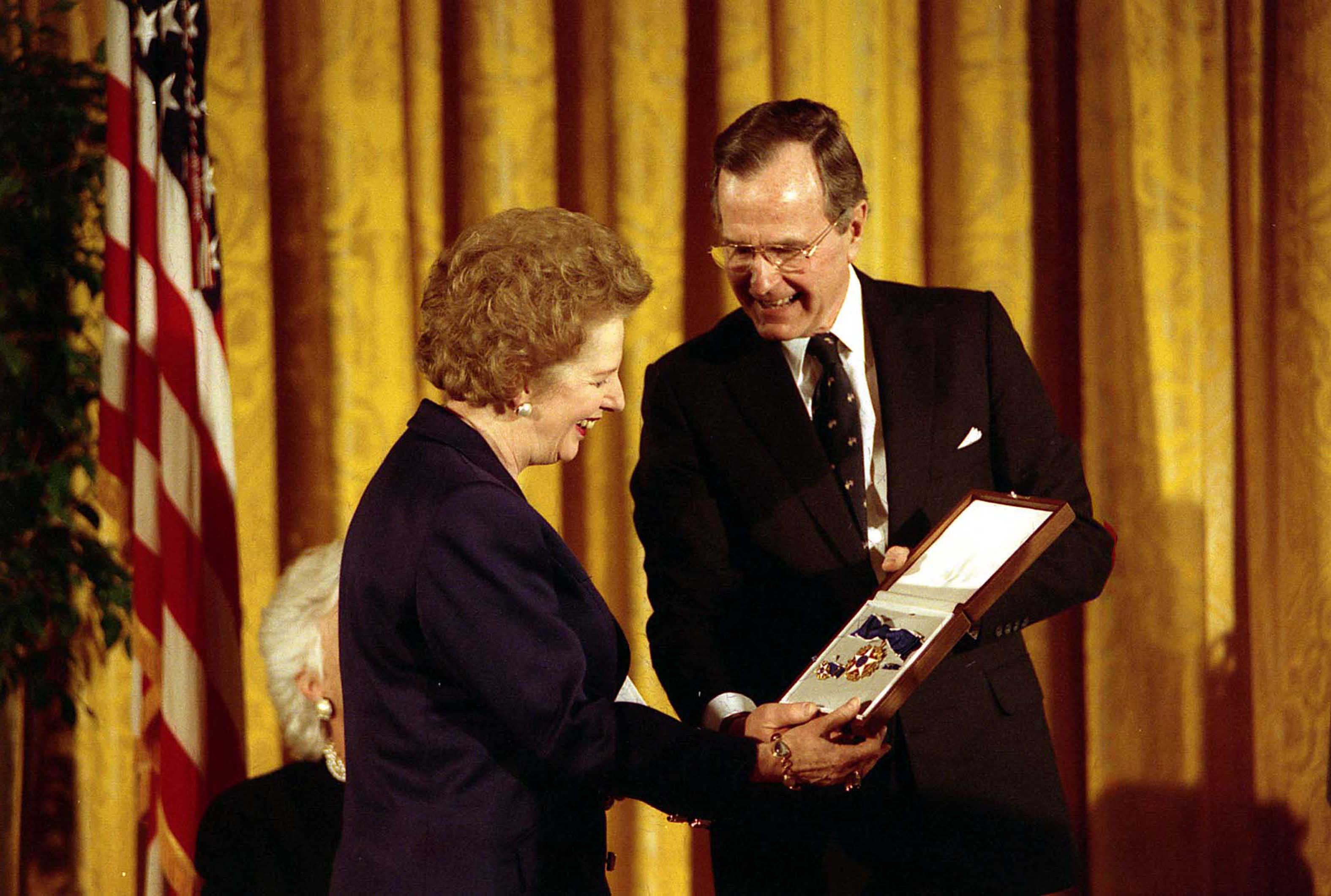
1991年，美國總統喬治·赫伯特·沃克·布希贈予瑪格麗特·柴契爾總統自由勳章。

### 頭銜
以下是柴契爾夫人自出生到逝世的正式頭銜：
- 瑪格麗特·羅伯茨女士 （1925年10月13日─1951年12月13日）
- 丹尼士·柴契爾夫人 （1951年12月13日─1959年10月8日）
- 丹尼士·柴契爾夫人，MP （1959年10月8日─1970年6月22日）
- 瑪格麗特·柴契爾閣下，MP （1970年6月22日─1983年6月30日）
- 瑪格麗特·柴契爾閣下，FRS，MP （1983年6月30日─1990年12月7日）
- 瑪格麗特·柴契爾閣下，OM，FRS，MP （1990年12月7日─1991年2月4日）
- 瑪格麗特·柴契爾夫人閣下，OM，FRS，MP （1991年2月4日─1992年4月9日）
- 瑪格麗特·柴契爾夫人閣下，OM，FRS （1992年4月9日─1992年6月26日）
- 柴契爾女爵閣下，OM，PC，FRS （1992年6月26日─1995年4月22日）
- 柴契爾女爵閣下，LG，OM，PC，FRS （1995年4月22日─2013年4月8日）

### 榮譽
英国
- 女嘉德勳爵士
- 功績勳位
- 樞密院顧問官
- 皇家學會名譽女院士
- 卡爾頓會（英语：Carlton Club）榮譽會員，是該會唯一女會員。

 美国
- 總統自由勳章
- 共和黨參議員自由勳章 （Republican Senatorial Medal of Freedom）

### 外国勋章奖章
- 一等白狮勋章（捷克，1999年[62]）

### 荣誉学位
- 1993年9月4日，撒切尔夫人在马来西亚北方大学（UUM）第六次毕业典礼上被授予荣誉博士学位[63]。

## 流行文化
- 2011年英、美電影《鐵娘子》
- 2020年英國電視劇《王冠》第四季
- 金德永、孫世演《一生一定要認識的女性領袖50人》第5章，台灣：漢湘文化，2015年2月

## 另見
- 柴契爾主義
- 柴契爾效應
- 柴契爾內閣
- 歐洲懷疑主義
- 1984-1985年英國礦工大罷工
- 人頭稅
- 軟雪糕
- 英迪拉·甘地，同样因作风强硬而被称为印度铁娘子的总理。

### 引用
1. 陈至立; 巢峰. . . 上海: 上海辞书出版社.   [2025-04-22].
2. ↑  Beckett 2006，第6頁
3. ↑  Beckett 2006，第5頁
4. ↑  Blundell 2008，第23頁
5. ↑  Blundell 2008，第25–27頁.
6. ↑  Beckett 2006，第16頁.
7. ↑  Beckett 2006，第20–21頁.
8. ↑  Blundell 2008，第28頁.
9. ↑  Beckett 2006，第8頁
10. ↑  Blundell 2008，第35頁
11. 1 2  Beckett 2006，第26頁
12. ↑  Beckett 2006，第27頁 See also: . London Gazette. 13 October 1959: 6433  [28 February 2008].
13. ↑  . Margaret Thatcher Foundation. 5 February 1960  [2013-04-11]. （原始内容存档于2013-11-09）.
14. ↑  Campbell 2000，第134頁
15. ↑  Reitan 2003，第4頁
16. ↑  Wapshott 2007，第64頁
17. 1 2  Reitan 2003，第14頁
18. 1 2  Wapshott 2007，第76頁
19. ↑  Reitan 2003，第15頁
20. ↑  Smith, Rebecca. . The Sunday Telegraph (London). 8 August 2010  [9 April 2013]. （原始内容存档于2013-09-08）.
21. ↑  Marr 2007，第248–249頁
22. ↑  .   [2009-01-09]. （原始内容存档于2009-01-09）.
23. ↑  .   [2019-03-29]. （原始内容存档于2022-01-12）.
24. ↑  .   [2013-04-12]. （原始内容存档于2015-09-23）.
25. ↑  鲁凡之. . 1982: 221页 （中文（繁體））.
26. ↑  程琥. . 清华大学出版社. 2003: 117页. ISBN 9787302071532 （中文（中国大陆））.
27. ↑  .   [2013-04-08]. （原始内容存档于2013-04-17）.
28. ↑  杨碧川. . 一桥出版社. 1995. ISBN 9579932506.
29. ↑  . 中华人民共和国国史网. 2013-08-03  [2013-08-03]. （原始内容存档于2014-02-22）.
30. ↑  .   [2006-05-10]. （原始内容存档于2018-11-06）.
31. ↑  .   [2006-05-11]. （原始内容存档于2017-03-30）.
32. ↑  Dennis Kavangah (OUP, 1997). The Reordering of British Politics: Politics after Thatcher , p. 134.
33. ↑  .   [2006-05-12]. （原始内容存档于2014-03-30）.
34. ↑  John Campbell (Jonathan Cape, 2003). Margaret Thatcher: The Iron Lady, p. 769.
35. ↑  Ibid, p. 770.
36. ↑  .   [2006-05-13]. （原始内容存档于2006-04-23）.
37. ↑  . 蘋果日報 (台灣). 2013年4月9日. （原始内容存档于2013年4月12日） （中文（臺灣））.
38. ↑  .   [2007-02-24]. （原始内容存档于2007-02-23）.
39. ↑  . 蘋果日報 (香港). 2013年4月8日  [2013年4月8日]. （原始内容存档于2015年4月30日） （中文（香港））.
40. ↑  . 英國政治. BBC新聞.   [2006-05-13]. （原始内容存档于2006-02-15） （英语）.
41. ↑  . 獨立報. （原始内容存档于2007-12-01）.
42. ↑  鐵娘子病死酒店 子女懶理後事 （页面存档备份，存于），香港蘋果日報，2013年4月10日
43. ↑  酒店床上離世 子女不在身旁 （页面存档备份，存于），東方日報，2013年4月10日
44. ↑  . ifeng.com.   [2013-04-08]. （原始内容存档于2013-04-12）.
45. ↑  .   [2013-04-08]. （原始内容存档于2013-04-11）.
46. ↑  . 中国新闻网. 2013-04-08. （原始内容存档于2013-04-11）.
47. ↑  .   [2013-04-12]. （原始内容存档于2014-04-29）.
48. ↑  . The Star. 2013-04-15. （原始内容存档于2022-10-02） （英语）.
49. ↑  .   [2013-04-19]. （原始内容存档于2014-04-29）.
50. ↑  英国反撒切尔夫人游行 民众高唱巫婆死了 的存檔，存档日期2013-12-19. 和訊網
51. ↑  . The Huffington Post UK.   [2013-04-15]. （原始内容存档于2013-04-14）.
52. 1 2  John Domokos. . the Guardian. 14 April 2013  [2013-04-15]. （原始内容存档于2013-04-15）.
53. ↑  . Mail Online.   [2013-04-15]. （原始内容存档于2013-04-12）.
54. ↑  Lisa O'Carroll. . the Guardian.   [2013-04-15]. （原始内容存档于2013-04-15）.
55. ↑  . the Guardian.   [2013-04-15]. （原始内容存档于2013-04-15）.
56. ↑  . sky. 2013-04-13  [2021-11-27]. （原始内容存档于2022-01-12）.
57. ↑  .   [2006-05-15]. （原始内容存档于2006-05-15）.
58. ↑  .   [2006-05-15]. （原始内容存档于2006-04-27）.
59. ↑  Geneall网站上关于玛格丽特·撒切尔家族的家谱（英文）
60. ↑  （英文）. President of the CR.   [2021-10-15]. （原始内容存档于2021-09-27）.
61. ↑  . New Sunday Times. 1993-09-05  [2023-09-04]. （原始内容存档于2023-09-04） （英语）.

### 傳記书籍
- "The Anatomy of Thatcherism" by Shirley Robin Letwin (Flamingo, 1992) ISBN 978-0-00-686243-7
- Margaret Thatcher; Volume One: The Grocer's Daughter by John Campbell (Pimlico, 2000) ISBN 978-0-7126-7418-8
- Margaret Thatcher; Volume Two: The Iron Lady by John Campbell (Pimlico, 2003) ISBN 978-0-7126-6781-4
- Memories of Maggie Edited by Iain Dale (Politicos, 2000) ISBN 978-1-902301-51-8
- Britain Under Thatcher by Anthony Seldon & Daniel Collings (Longman, 1999) ISBN 978-0-582-31714-7
- Thatcher for Beginners by Peter Pugh and Paul Flint (Icon Books, 1997) ISBN 978-1-874166-53-5
- One of Us: Life of Margaret Thatcher by Hugo Young (Macmillan, 1989) ISBN 978-0-333-34439-2
- The Iron Lady: A Biography of Margaret Thatcher by Hugo Young (Farrar Straus & Giroux, 1989) ISBN 978-0-374-22651-0
- Margaret, daughter of Beatrice by Leo Abse (Jonathan Cape, 1989) ISBN 978-0-224-02726-7
- Mrs. Thatcher's Revolution: Ending of the Socialist Era by Peter Jenkins (Jonathan Cape, 1987) ISBN 978-0-224-02516-4
- The Thatcher Phenomenon by Hugo Young (BBC, 1986) ISBN 978-0-563-20472-5
- My Style of Government: The Thatcher Years by Nicholas Ridley (Hutchinson, 1991) ISBN 978-0-09-175051-0

### 其它文獻
- Statecraft: Strategies for Changing World by Margaret Thatcher (HarperCollins, 2002) ISBN 978-0-06-019973-9
- The Collected Speeches of Margaret Thatcher by Margaret Thatcher (HarperCollins, 1999) ISBN 978-0-06-018734-7
- The Collected Speeches of Margaret Thatcher by Margaret Thatcher, Robin Harris (editor) (HarperCollins, 1997) ISBN 978-0-00-255703-0
- The Path to Power by Margaret Thatcher (HarperCollins, 1995) ISBN 978-0-00-255050-5
- The Downing Street Years by Margaret Thatcher (HarperCollins, 1993) ISBN 978-0-00-255354-4

## 外部連結
- 戴卓爾夫人生平時序 （页面存档备份，存于）
- 戴卓爾夫人基金會 （页面存档备份，存于）
- Margaret Thatcher in Procapitalism Op-Eds 2006.
- The Thatcher Era （页面存档备份，存于） — 寫於辭職十週年 — 2000年11月22日
- 喬治·H·W·布殊圖書館 （页面存档备份，存于） 美國總統喬治·H·W·布殊在1990年11月22日，就戴卓爾夫人的辭職發表講話
- On This Day （页面存档备份，存于） 22 November – New York Times marks Thatcher's resignation
- Harold Hill: A People's History — Buying into the Iron Lady's Dream
- 柴契爾夫人專題 （页面存档备份，存于），鳳凰網

| 官衔                   | 官衔                               | 官衔                       |
| ---------------------- | ---------------------------------- | -------------------------- |
| 前任者： 約翰·克勞德   | 下議院芬利奇選區議員 1959年–1992年 | 繼任者： 布克力            |
| 前任者： 愛德華·肖特   | 教育及科學大臣 1970年–1974年       | 繼任者： 雷金納德·普倫蒂斯 |
| 前任者： 爱德华·希思   | 反對黨領袖 1975年–1979年           | 繼任者： 詹姆斯·卡拉漢     |
| 前任者： 爱德华·希思   | 保守黨黨魁 1975年–1990年           | 繼任者： 约翰·梅杰         |
| 前任者： 詹姆斯·卡拉漢 | 英国首相 1979年–1990年             | 繼任者： 约翰·梅杰         |